# 2024 en astronautique
Chronologie de l'astronautique
- 2020
- 2021
- 2022
- 2023
- 2024
- 2025
- 2026
- 2027
- 2028

Cette page présente la chronologie des événements qui se sont produits ou sont prévus durant l'année 2024 en astronautique.

## Les faits marquants de l'année 2024

### Sondes interplanétaires
Trois missions d'exploration du système solaire doivent être lancées en 2024 :
- La mission la plus complexe et la plus ambitieuse est celle de la sonde spatiale Europa Clipper de la NASA. Celle-ci doit étudier Europe, une des lunes de Jupiter qui abrite un océan souterrain, en se plaçant en orbite autour de celle-ci[1].
- La sonde spatiale Hera de l'Agence spatiale européenne doit valider la méthode d'impact cinétique pour dévier un éventuel astéroïde circulant  sur une trajectoire de collision avec la Terre. Dans ce but cet engin doit étudier les résultats obtenus par l'impacteur DART développé par la NASA qui s'est écrasé sur Dimorphos, le plus petit des objets formant l'astéroïde binaire (65803) Didymos[2].
- La sonde spatiale chinoise Chang'e 6 réalise une première mondiale en ramenant un échantillon de 2 kilogrammes du sol de la face cachée de la Lune (tous les échantillons de sol lunaire ramenés sur Terre étaient jusque là prélevés sur la face visible à la composition différente) qu'elle a collecté dans le bassin Pôle Sud-Aitken[3].

Plusieurs missions spatiales se sont achevées en 2024 :
- L'hélicoptère  Ingenuity de la NASA a effectué son 72ème et dernier vol à la surface de Mars. L'engin spatial a largement démontré que, malgré la faible densité de l'atmosphère martienne, un hélicoptère était viable et Ingenuity devrait avoir un successeur plus puissant pur pouvoir embarquer des instruments scientifiques et disposer de plus d'autonomie[4]. Cet accident, probablement dû à un choc de la pale avec le sol, conduit à la fin de la mission, l'hélicoptère n'étant plus capable de voler[4].
- La petite sonde spatiale expérimentale japonaise SLIM, dont l'objectif était d'ordre technologique, s'est posée à la surface de la Lune malgré une défaillance de sa propulsion et a rempli ses principaux objectifs (précision de l'atterrissage, prises d'image, déploiement de petits astromobiles)[5].
- Annulation de l'astromobile lunaire VIPER à la suite de dépassements répétés du budget initial[6].
- À la suite du dépassement budgétaire de sa mission de retour d'échantillons martiens Mars Sample Return, la NASA a décidé d'étudier des scénarios alternatifs[7].

### Satellites scientifiques
Deux satellites scientifiques ont été placés en orbite en 2024 :
- Le télescope spatial rayons X chinois Einstein Probe qui a pour objectif de détecter les phénomènes astronomiques transitoires et d'étudier les objets variables. Il doit effectuer des observations dans les longueurs d'onde 0,5 à 4 keV (rayons X mous) à l'aide de deux instruments : un télescope grand angle (1 stéradian) de résolution spatiale et énergétique moyenne et un télescope à champ étroit (1°x1°) bénéficiant d'une meilleure résolution. Le satellite mettra en œuvre la technique des concentrateurs à galette de micro-canaux. Il doit être lancé fin 2023[8].
- Le télescope spatial franco-chinois SVOM est chargé de détecter les sursauts gamma et d'en déterminer les caractéristiques. Il observe à la fois les émissions de rayons X mous, de rayons gamma et de lumière visible. Il met en œuvre la technique des micro-canaux pour l'observation du rayonnement X[9].

### Satellites d'observation de la Terre
Plusieurs satellites d'observation de la Terre scientifiques ont été placés en orbite en 2024 :
- Le satellite d'observation de la Terre PACE doit étudier le phytoplancton  ainsi que les aérosols et les nuages[10].
- Le satellite EarthCARE développé conjointement par les agences spatiales européenne et japonaise a pour objectif d'améliorer notre compréhension du bilan radiatif de la Terre et de ses effets sur le climat[11],[12].
- Le petit satellite MethaneSAT chargé de localiser les sources des émissions mondiales de méthane liées aux activités d'extraction du pétrole et de gaz et de mesurer les concentrations et les flux afin de lutter contre le changement climatique a été lancé en mars 2024[13].
- L'agence spatiale européenne a par ailleurs renouvelé sa constellation consacré au contrôle et la surveillance de l'environnement terrestre avec le lancement des satellites Sentinel-1C et Sentinel-2C.

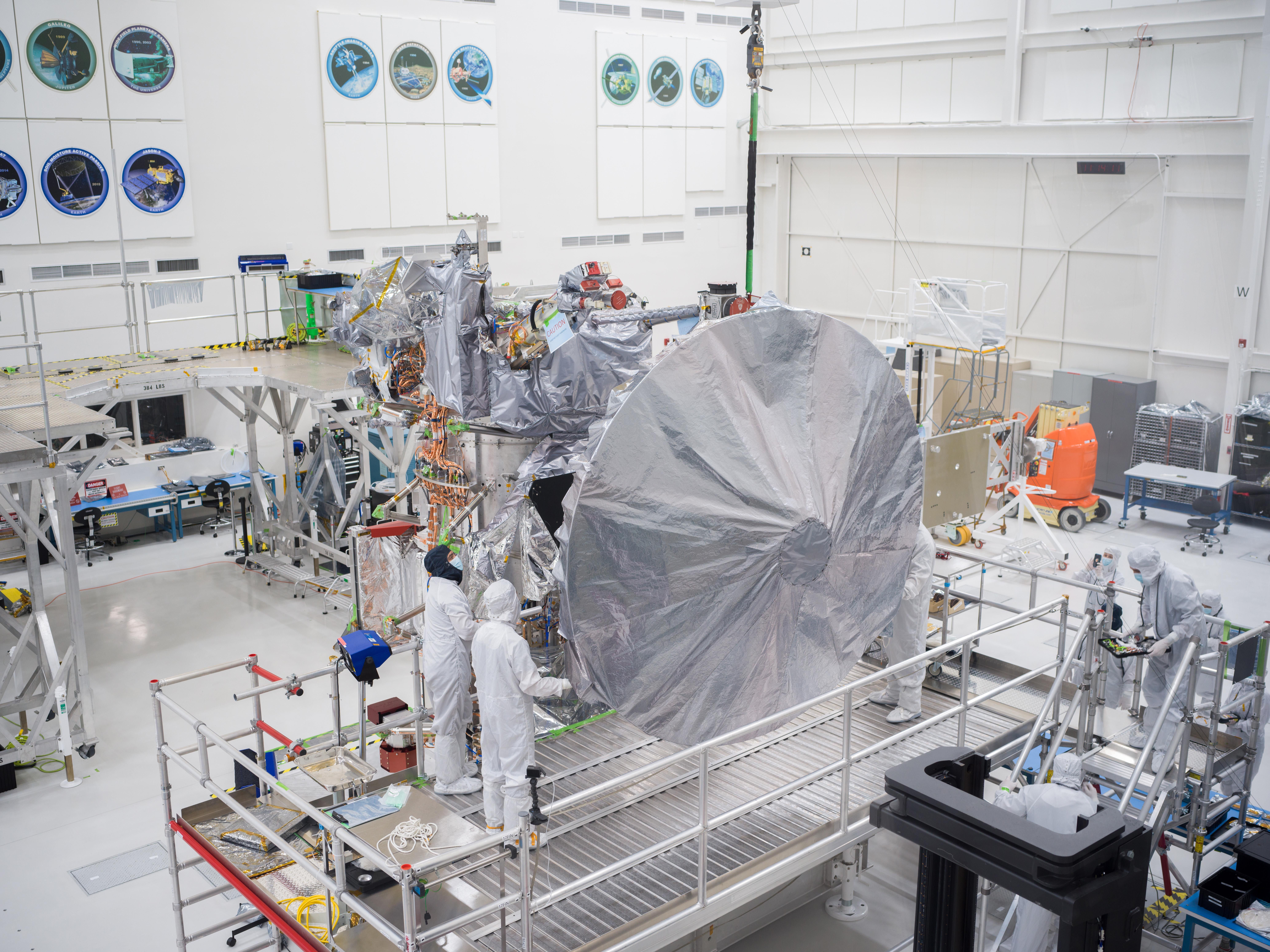
La sonde spatiale Europa Clipper de la NASA, qui doit étudier Europe, une des lunes de Jupiter, en cours d'assemblage.
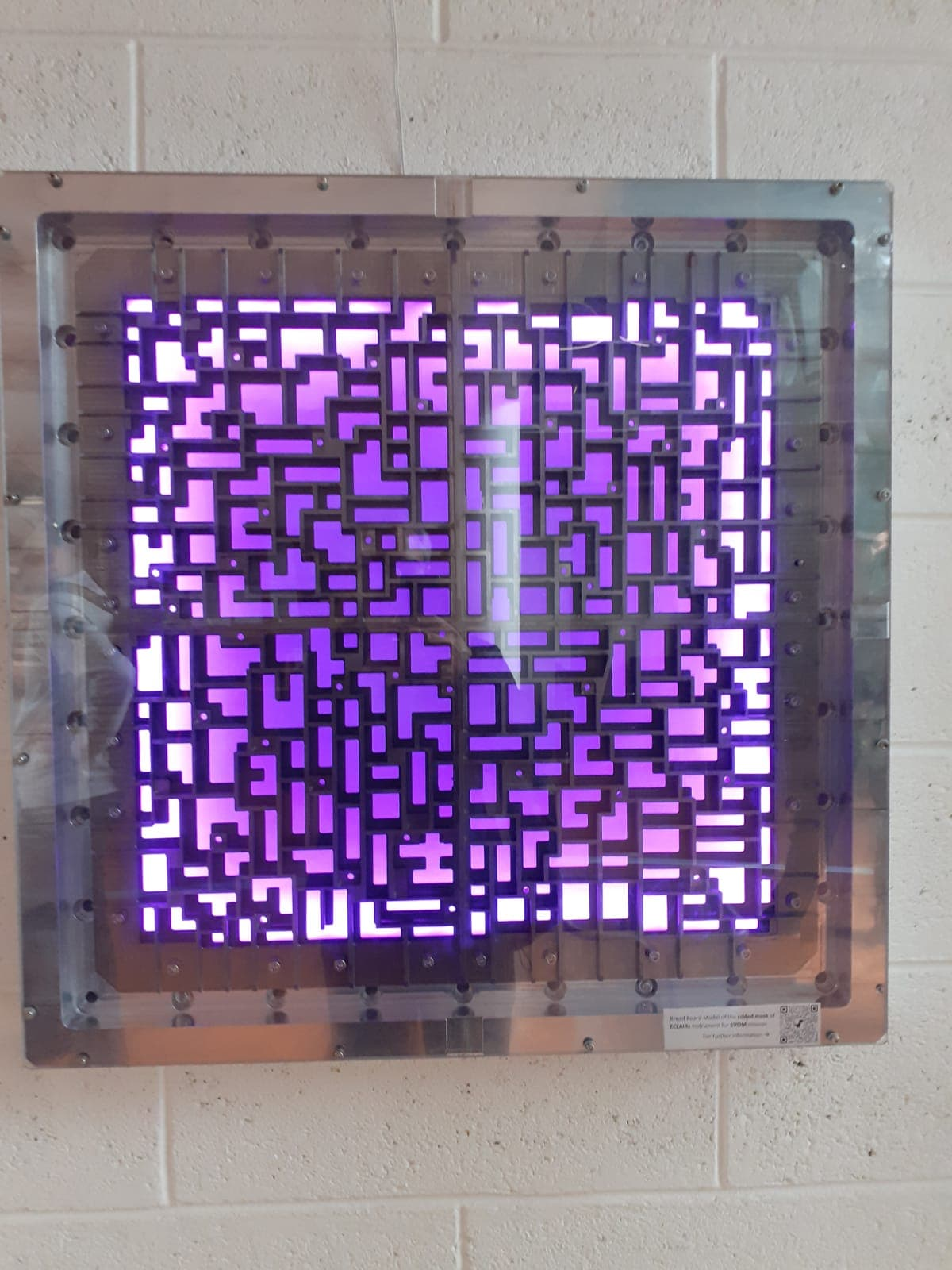
Masque codé de l'instrument ECLAIR du télescope franco-chinois SVOM.

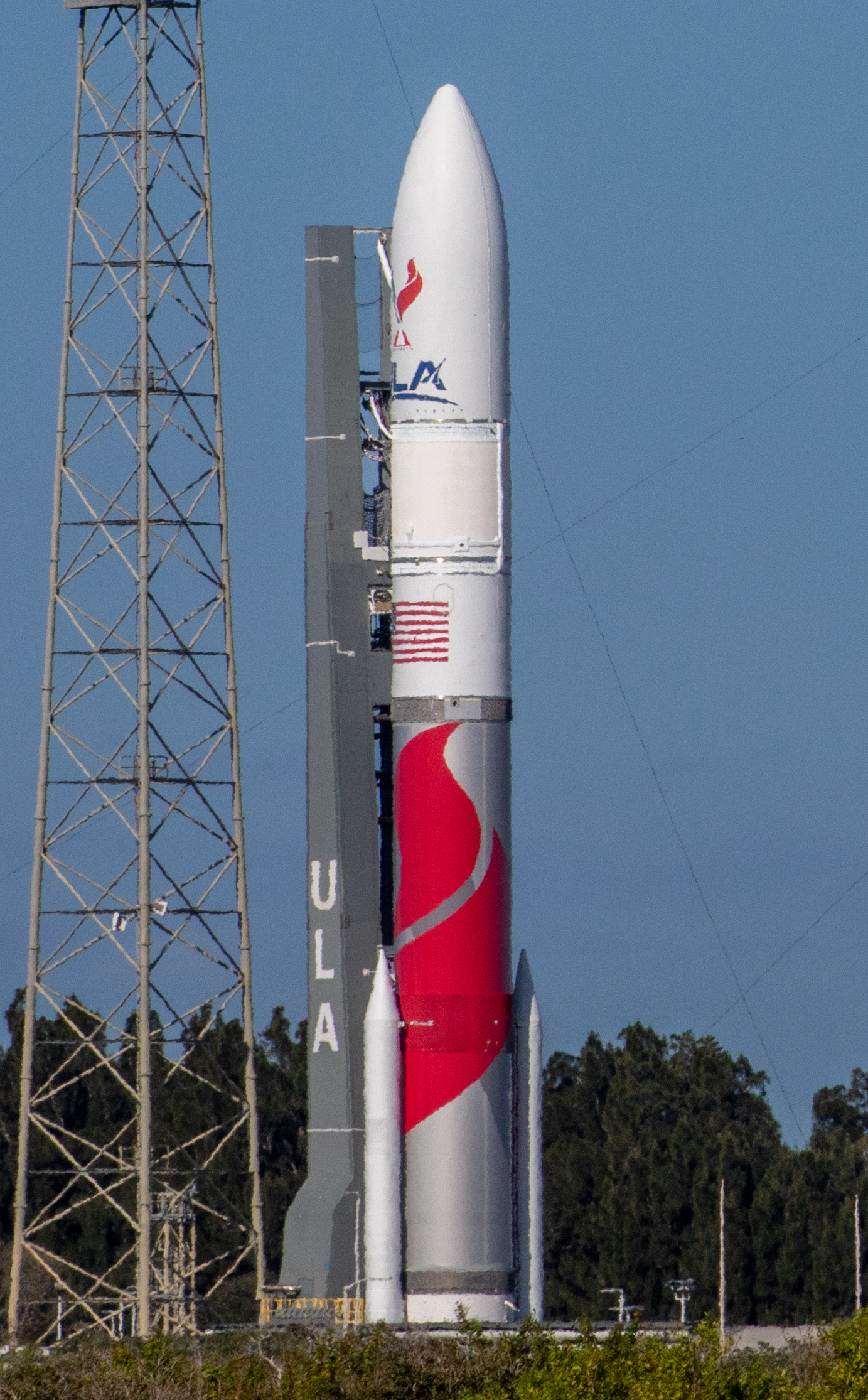
Le lanceur lourd américain Vulcan peu avant son vol inaugural.

### Missions spatiales habitées

#### Programme Artemis
Deux  missions robotiques à destination de la surface de la Lune et liées au programme Artemis ont été lancées en 2024. Elles reposent sur de petits atterrisseurs développés dans le cadre du programme CPLS : 
- - L'atterrisseur Nova-C, placé en orbite par une fusée Falcon 9, doit déposer six instruments dans la région Oceanus Procellarum[14].
- La mission IM-1 est lancée le 15 février 2024 par une fusée Falcon 9. Elle emporte onze expériences scientifiques et technologiques dont six fournies par la NASA. L'engin spatial se pose dans le cratère Malapert-A à 300 km du pôle Sud de la Lune dans une zone qui constitue un des sites d'atterrissage envisagés pour la première mission avec équipage du programme Artemis (Artemis III). Le 22 février 2024, l'atterrisseur Nova-C devient le premier engin spatial américain à se poser à la surface de la Lune depuis la mission Apollo 17 en 1972. Toutefois, la mission est un demi-succès car l'atterrisseur s'est couché sur le flanc, empêchant le fonctionnement de plusieurs charges utiles[15].
- La mission Peregrine Mission One est lancée le 8 janvier 2024 par la fusée Vulcan, qui effectue son vol inaugural. Il emporte une vingtaine d'expériences dont quatre spectromètres fournis par la NASA. Mais dès le début de la mission, une fuite d'ergols, provoquée par une rupture d'un réservoir, rend impossible tout atterrissage sur la Lune. La trajectoire de l'engin spatial est volontairement modifiée de manière qu'il se désintègre durant sa rentrée dans l'atmosphère terrestre[16].

### Lanceurs
Six nouveaux lanceurs spatiaux, dont quatre moyens et lourds, ont effectué leur premier vol en 2024.
Pour les lanceurs lourds et moyens ce sont :
- Le lanceur européen Ariane 6[17].
- Le lanceur américain Vulcan[18].
- Le lanceur américain Starship a effectué plusieurs vols dont un avec retour au sol du premier étage.
- Le lanceur chinois Longue Marche 12 (12 tonnes en orbite basse) a effectué son vol inaugural le 30 novembre.

Le premier vol des lanceurs légers suivants a eu lieu en 2024 :
- la fusée à propergol solide Gravity-1 de la société chinoise Orienspace.
- Le lanceur japonais à propergol solide KAIROS a été lancé à deux reprises (échecs).

Lors de son cinquième vol (IFT-5) le premier étage du lanceur géant Starship de SpaceX a réussi pour la première fois à se poser entre les bras de la tour de lancement. Cet événement constitue une première spatiale remarquable compte tenu de la précision requise et de la taille de l'étage et marque une étape importante dans la mise au point de la fusée.

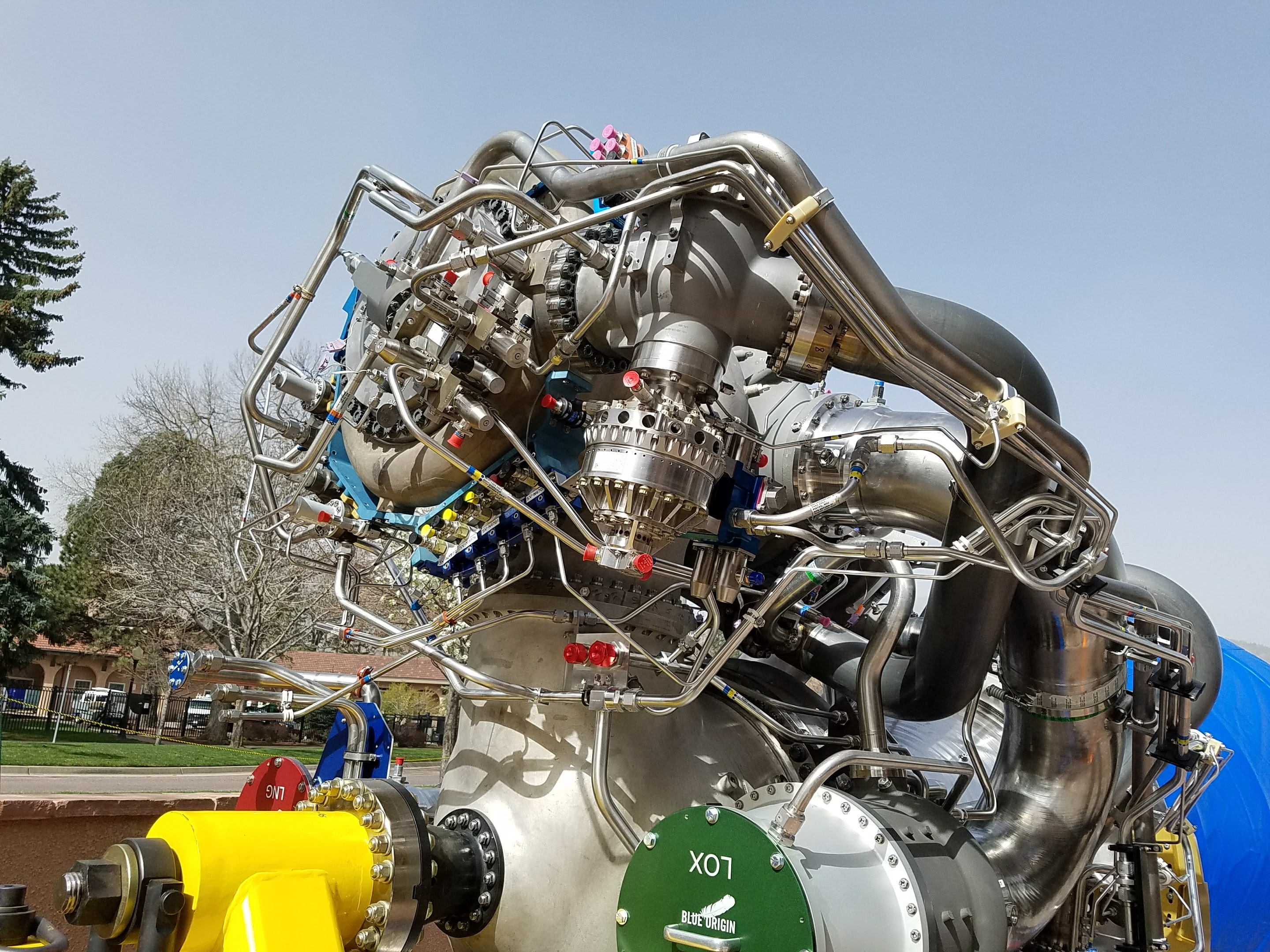
Le premier vol du lanceur lourd américain Vulcan sera également celui du moteur BE-4 de 250 tonnes de poussée brulant un mélange d'oxygène liquide et de méthane.

### Programme spatial américain

#### Une année contrastée
Sur le plan scientifique, 2024 a été marqué par l'aboutissement du développement et le lancement de la sonde spatiale Europa Clipper, un engin spatial particulièrement complexe qui doit étudier Europe, une des lunes de Jupiter. Les astromobiles Curiosity et Perseverance poursuivent leur collecte fructueuse de données à la surface de Mars mais l'hélicoptère Ingenuity a cessé de fonctionner après avoir toutefois effectué 72 vols. Les deux premières missions du programme CPLS consacré à l'étude de la surface de la Lune à l'aide d'atterrisseurs commerciaux (missions IM-1 et Peregrine Mission One) ont été des échecs tandis que la mise au point de l'astromobile VIPER a été arrêté. La très ambitieuse mission de retour d'échantillons martiens, dont l'enveloppe budgétaire a explosé, est en cours de refonte. Deux satellites d'observation de la Terre ont été lancés : d'une part PACE qui doit étudier le phytoplancton  ainsi que les aérosols et les nuages et d'autre part le petit satellite MethaneSAT qui mesure des émissions de méthane.
Dans le domaine des lancements, la société SpaceX continue en 2024 de dominer le marché avec 134 tirs de ses lanceurs Falcon 9 et Falcon Heavy dont 70% ont été utilisés pour poursuivre le déploiement de sa constellation de satellites de télécommunications Starlink. Le dernier lanceur de la famille Delta, une Delta IV Heavy, a été lancé. La fusée Vulcan de ULA qui remplace les Delta et à terme les Atlas V a effectué son vol inaugural mais par contre le lancement de la New Glenn de Blue Origin a été repoussé en 2025. 2024 a été une mauvaise année pour les sociétés du NewSpace développant des lanceurs avec le retrait de la société ABL (lanceur RS-1), la faillite d'Astra et l'avenir incertain de la fusée Terran R de Relativity Space.  
En ce qui concerne le programme spatial habité, le vaisseau spatial Starliner de Boeing a effectué un premier vol avec équipage mais des problèmes dans le système de propulsion ne lui ont pas permis de ramener les astronautes sur Terre. Le programme Artemis qui doit ramener des astronautes américains sur la Lune accumule également les retards. La mission Artemis II a été officiellement repoussée à avril 2026 (problème avec le bouclier thermique du vaisseau spatial Orion) tandis que Artemis III pourrait désormais décoller en 2027. Le lanceur géant  Starship a fait des progrès très nets avec une récupération spectaculaire du premier étage mais il existe encore beaucoup d'étapes à valider avant de disposer d'un lanceur opérationnel et le développement de l'atterrisseur lunaire Starship HLS semble bien lent pour tenir le planning prévu (premier vol opérationnel en 2026).  

#### Ventilation du budget 2024 de la NASA

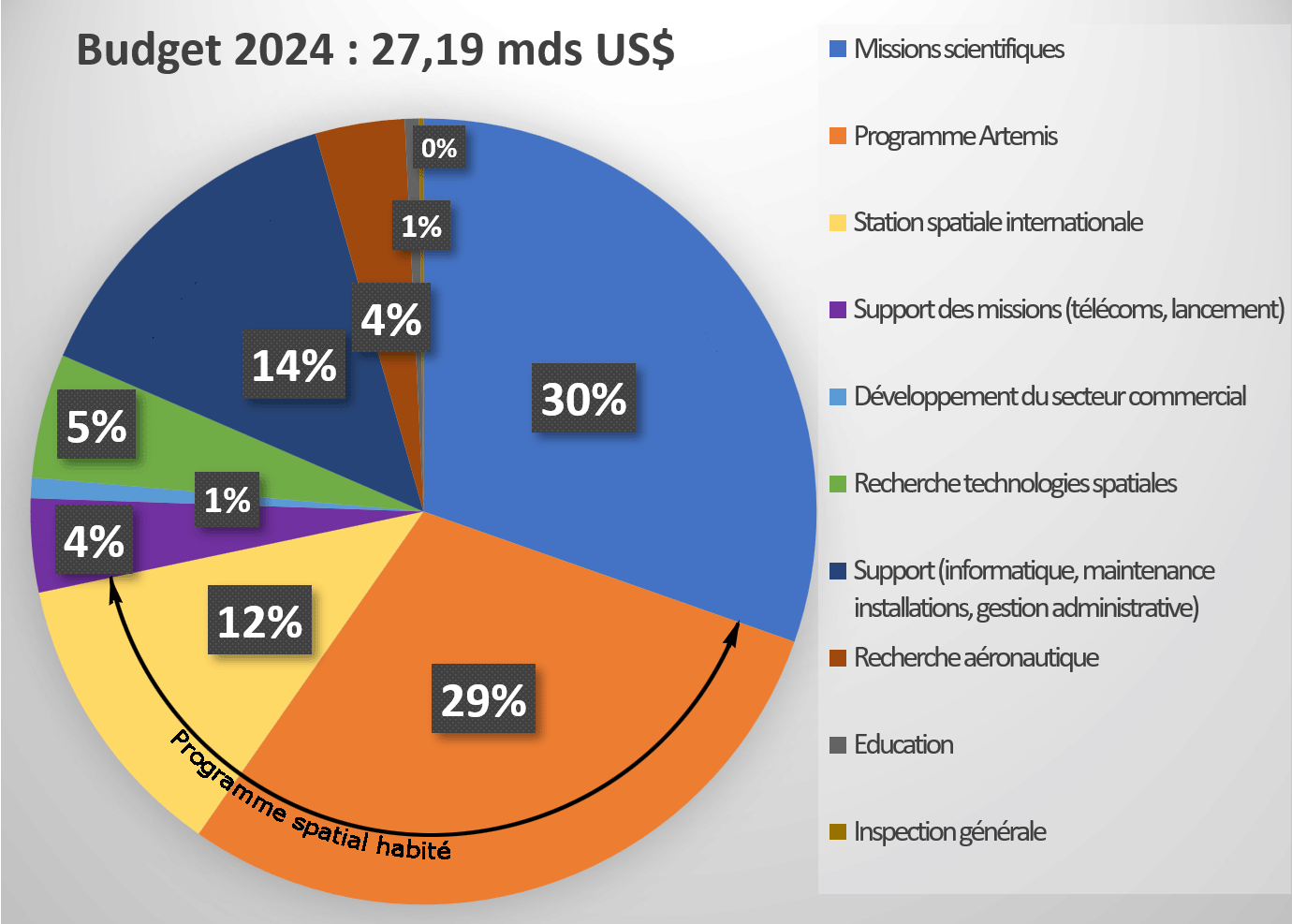
Ventilation du budget de la NASA en 2024.

En 2024 le budget de la NASA se monte à 37,19 milliards US$. Les principaux postes de dépense sont par ordre d'importance décroissant le programme spatial habité (programme Artemis de retour vers la Lune et Station spatiale internationale), les missions scientifiques (exploration du système solaire, astrophysique, héliophysique et observation de la Terre), la gestion des établissements (informatique, maintenance des équipements,...), le développement des technologies spatiales, le support aux missions (télécoms, lancement) et la recherche aéronautique  :
- Le programme spatial habité dispose du budget le plus important (41% du total) divisé entre deux postes : la Station spatiale internationale et le programme Artemis :
  - La Station spatiale internationale dont la date de fin est régulièrement repoussée (en 2024 elle est programmée pour le début de la décennie 2030) absorbe 12% du budget de la NASA. Les dépenses se répartissent entre les fonctions de support (1,3 milliard US$) et les missions de ravitaillement et de relève des équipages (1,96 milliard US$).
  - Le programme Artemis, qui doit ramener des hommes à la surface de la Lune vers 2027, absorbe plus de 29 % du budget de l'agence : 
    - 2,5 milliards US$ sont consacrés au développement et à la fabrication du lanceur géant Space Launch System
    - 1,9 milliard US$ sont consacrés au développement de l'atterrisseur lunaire HLS
    - 1,22 milliard US$ sont consacrés au développement  du vaisseau Orion
    - 914 millions US$ sont consacrés au développement de la station spatiale lunaire Lunar Gateway
    - 380  millions US$ sont consacrés au développement de la combinaison spatiale extravéhiculaire.
- Les missions scientifiques représentent le deuxième poste de dépenses en 2024  (30,4% du budget total). Les thématiques sont  :
  - l'exploration du système solaire  à l'aide de sondes spatiales (3,38 milliards US$)
  - l'astrophysique dominée par la réalisation et l'exploitation de télescopes spatiaux ;  (3,38 milliards US$)
  - l'étude du Soleil (750 millions US$).
  - les sciences de la Terre qui regroupent l'étude depuis l'espace des différentes couches atmosphériques, de la surface de la Terre et de l'environnement spatial  (2,473 milliards US$) ;
- Le support aux missions représente 3,85% du budget (1,05 milliard US$). Le principal poste de dépenses sont les télécommunications (580 millions US$)
- 14,1 % du budget est consacré aux activités de gestion des établissements et des infrastructures de recherche : informatique, administration des centres spatiaux, maintenance et réalisation d'équipements.
- 5,12 % du budget est consacré aux recherches et à la mise au point de technologie spatiale (1,39 milliard US$)
- La recherche aéronautique, activité d'origine de l'agence avant le début de l'ère spatiale lorsqu'elle s'appelait encore la NACA, pèse relativement peu (3,66% et 996 millions US$).
- Le reste du budget se répartit entre le programme éducatif (158 millions US$), le support au développement du secteur commercial (228 millions US$) et l'Inspection générale chargée d'auditer le fonctionnement de l'agence spatiale (50 millions US$).

#### Étude portant sur l'exploration future de Mars
Le Jet Propulsion Laboratory, établissement de la NASA qui a réalisé la majorité des missions martiennes, a publié fin 2024 un plan d'exploration scientifique robotique de la planète Mars pour les deux décennies à venir (2024-2044). Le plan identifie trois objectifs scientifiques : recherche de la présence de vie passée ou actuelle, étude de la dynamique de la planète (planétologie comparée) et préparation des futures missions avec équipage à la surface de la planète. Pour remplir ces objectifs, l'étude propose que des missions de plus petite taille et moins couteuses soient développées avec des objectifs plus restreints. La majorité de ces missions emportant dans certains cas un instrument unique devraient couter entre 100 et 300 millions US$ et seraient combinées avec quelques missions pouvant atteindre 1 milliard US$. 
Lien vers le document : (en) Science Mission Directorate, Expanding the Horizons of Mars Science : A Plan for Sustainable Science Program at Mars, NASA, 2008, 154 p. (lire en ligne)

#### Sous-investissement dans l'infrastructure et les missions de support de la NASA
Une étude des Académies nationales des sciences, d'ingénierie et de médecine américaines publiée début septembre 2024 met  en évidence la nécessité pour l'agence spatiale américaine, la NASA, d'investir massivement dans son infrastructure et les fonctions de support pour renverser une tendance de sous-investissement remontant à plusieurs années qui constitue une menace pour les projets futurs. Le rapport met en évidence une diminution de la part du budget consacré au support (passé de 20 % à 14 % du budget total entre 2013 et 2023) en réponse à la multiplication des missions en cours de développement. 

### Programme spatial chinois

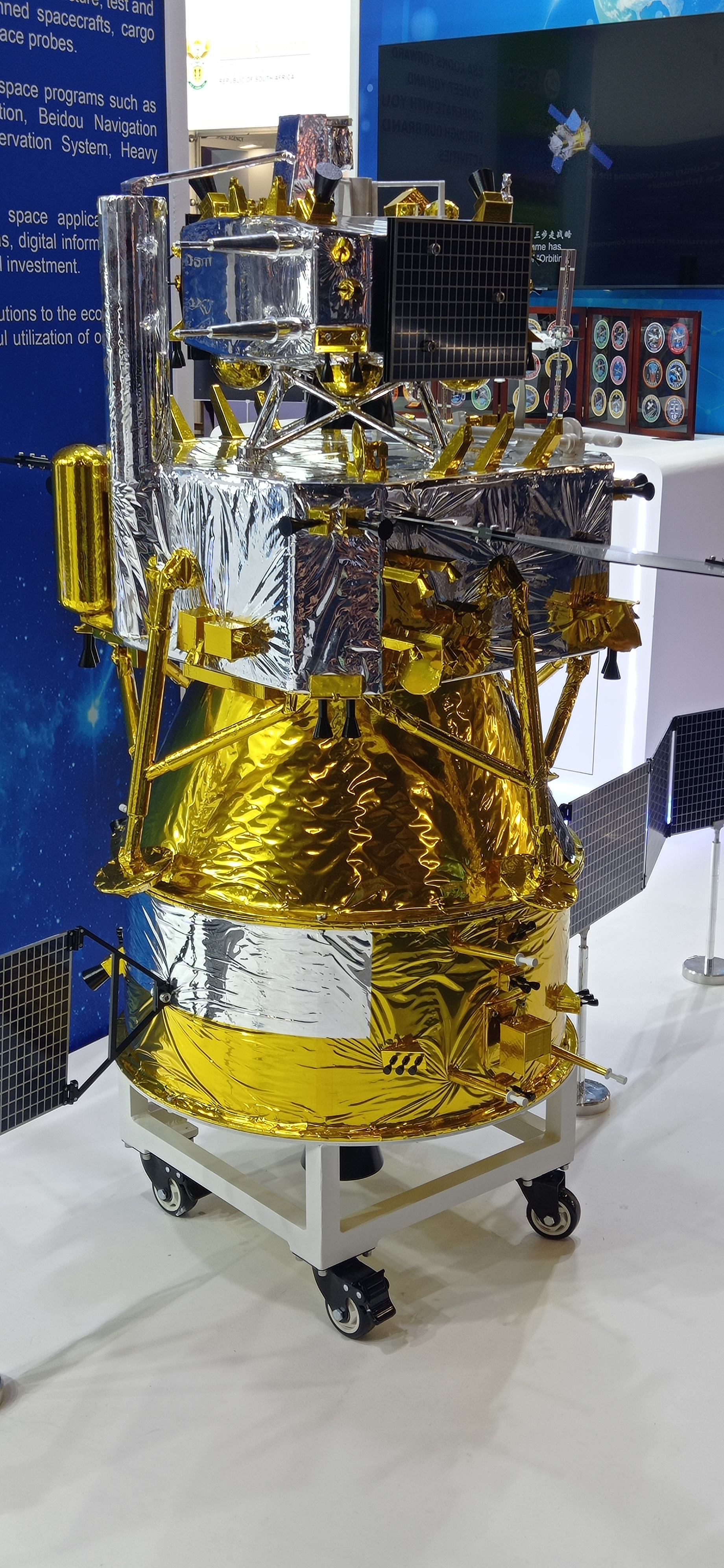
Maquette de la sonde spatiale chinoise Chang'e 6.

2024 est une année de transition pour le programme spatial chinois qui consolide  toutefois sa position de deuxième puissance spatiale
. 
Avec 68 lancements la Chine n'a pas atteint l'objectif annoncé en début d'année (100 tirs) en partie à la suite des difficultés rencontrées par le secteur privé de l'industrie spatiale chinoise dans la mise au point des nouveaux lanceurs comme Tianlong 3 de la société Space Pioneer dont le décollage inopiné lors d'un test aurait pu faire de nombreuses victimes. À la suite de cet incident le gouvernement chinois a renforcé ses contrôles ce qui a entrainé des retards dans les projets. Autre facteur : plusieurs sociétés du NewSpace chinois ont  revu à la hause les capacités de lancement des lanceurs en développement ce qui a entrainé un décalage des plannings. Enfin une dernière explication à la non atteinte de l'objectif des 100 tirs est le typhon Yagi qui a endommagé la base de lancement de Wenchang. Néanmoins plusieurs lanceurs ou variantes de lanceur ont effectué leur premier vol en 2024 - les fusées Longue Marche 12, et Gravity  1 ainsi que les versions C de la Longue Marche 6 et E de la Zhuque 2 - et un deuxième pas de tir a été inauguré à Wenchang. 
Les ambitions du programme spatial lunaire habité chinois se sont largement concrétisées en 2024 avec l'annonce d'une mission avec équipage autour de la Lune en 2028 et la première présentation des modèles du vaisseau spatial Mengzhou et du module lunaire Lanyue qui doit se poser sur la Lune avec deux astronautes. Le développement de la fusée géante Longue Marche 10, au coeur du programme lunaire et dont le premier vol est programmé en 2026, a commencé et la construction de sa rampe de lancement a été lancée à Wenchang.  
Dans le domaine scientifique la Chine a réalisé une première mondiale en réussissant à ramener un échantillon du sol (2 kilogrammes) de la face cachée de la Lune (mission Chang'e 6). Elle a déployé par ailleurs le télescope spatial rayons X Einstein Probe et Le télescope spatial  SVOM développé avec la France. La Chine a par ailleurs commencé à déployer ses deux mégaconstellations de satellites de télécommunications : Qianfan et Guowang.  

### Programme spatial européen

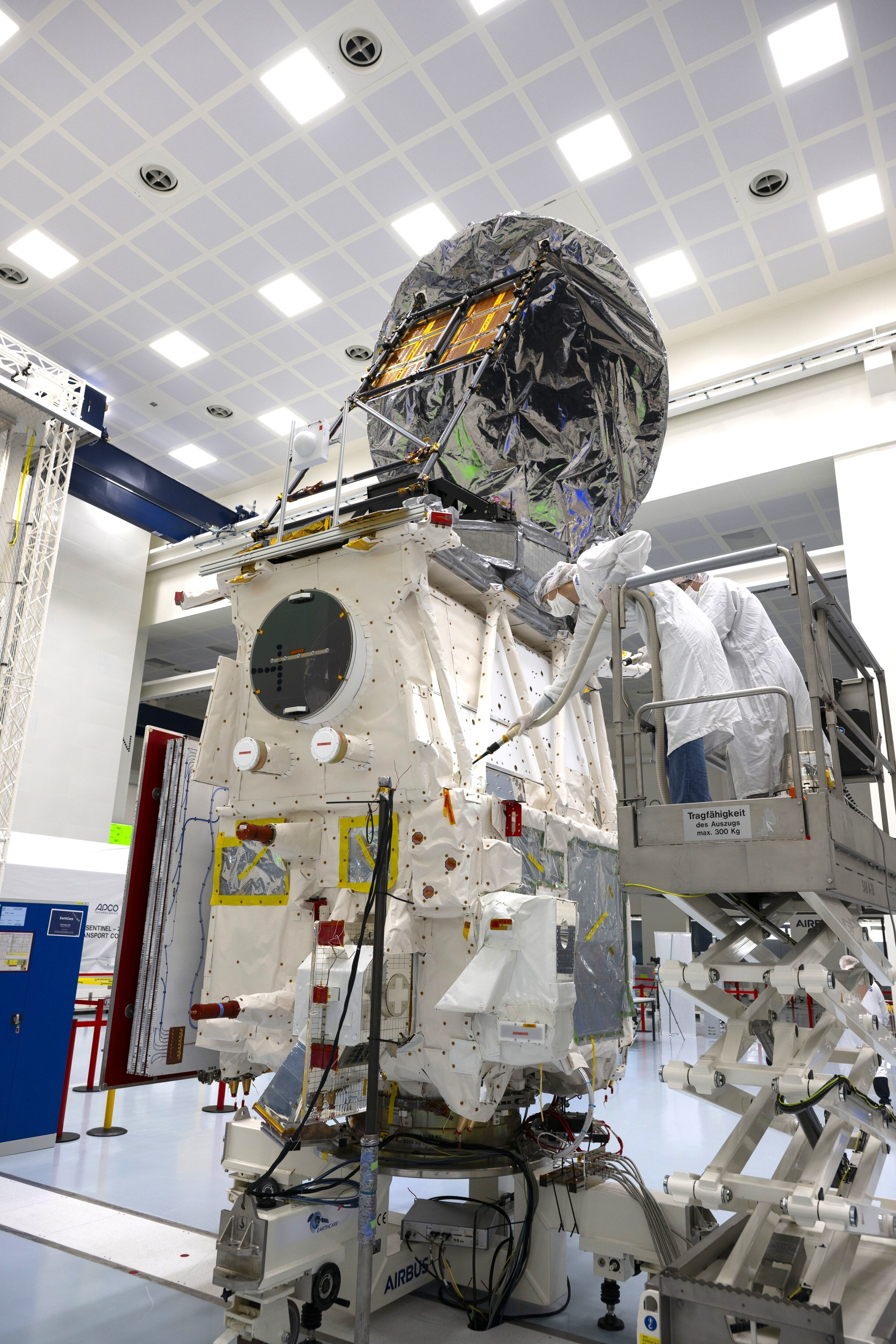
Le satellite d'observation de la Terre européen EarthCARE.

L'Europe a rétabli en 2024 sa capacité de lancement spatial avec le premier vol pratiquement réussi (une panne d'un composant du dernier étage n'a pas permis le déploiement d'une partie de la charge utile et la désorbitation de l'étage) du lanceur Ariane 6 successeur  de l'Ariane 5 et le retour en vol du lanceur Vega C. Mais compte tenu du retard accumulé, elle a du confier le lancement de plusieurs de ses satellites au lanceur américain Falcon 9. Parmi les missions notables, l'Agence spatiale européenne a lancé sa sonde spatiale Hera, quatre satellites Galileo, les satellites d'observation de la Terre EarthCARE, Sentinel-2C,  Sentinel-1C et l'observatoire solaire Proba 3. Enfin les caractéristiques de la mégaconstellation de satellites de télécommunications IRIS ont été précisées et la planification du projet a été figée. Dans le domaine du New Space, la société allemande RFA a connu un revers avec la destruction du premier étage de son lanceur RFA One lors d'un test d'allumage. 

### Programme spatial russe
Le programme spatial russe, faute de moyens, est toujours aussi atone en 2024. La Russie reste néanmoins avec les États-Unis et la Chine la seule puissance spatiale disposant de toutes les composantes d'un programme spatial habité. Le pays a effectué 17 lancements tous réussis cette année, un chiffre stable. Six de ces lancements concernaient le programme spatial habité. Un nouvel ensemble de lancement dédié au lanceur spatial Angara a été inauguré avec deux tirs. Le programme spatial militaire est prioritaire avec six lancements consacrés à des satellites de reconnaissance ou d'écoute électronique.

### Autres
Le Japon a effectué le premier lancement réussi (le premier avait été un échec) de son nouveau lanceur lourd H3. La sonde spatiale expérimentale japonaise SLIM a réussi à se poser à la surface de la Lune dans une configuration dégradée (perte d'une partie de la propulsion) mais a pu remplir une grande partie de ses objectifs technologiques. Le nouveau lanceur spatial japonais KAIROS utilisant une propulsion à propergol solide et développé sur fonds privés a connu deux échecs.

## Chronologie

### Janvier
| Date       | Lanceur               | Base de lancement      | Orbite                 | Charge utile                                                | Notes |
| 1 janvier  | PSLV-DL               | Satish Dhawan          | Orbite basse           | XPoSat                                                      | télescope rayons X |
| 3 janvier  | Falcon 9 Bloc 5       | Vandenberg             | Orbite basse           | Starlink x 21 Groupe 7-9                                    | Satellites de télécommunications                                                                                         |
| 3 janvier  | Falcon 9 Bloc 5       | Cape Canaveral         | Orbite géosynchrone    | Ovzon-3                                                     | Satellite de télécommunications                                                                                          |
| 5 janvier  | Kuaizhou 1A           | Jiuquan                | Orbite basse           | Tianmu-1 15–18                                              | Satellites météorologiques                                                                                               |
| 7 janvier  | Falcon 9 Bloc 5       | Cape Canaveral         | Orbite basse           | Starlink x 23 Groupe 6-35                                   | Satellites de télécommunications                                                                                         |
| 8 janvier  | Vulcan                | Cap Canaveral          | Transfert vers la Lune | Peregrine                                                   | Atterrisseur lunaire. Vol inaugural réussi du lanceur lourd Vulcan. La sonde spatiale est incapable de mener sa mission. |
| 9 janvier  | Longue Marche 2 C     | Xichang                | Orbite basse           | Einstein Probe                                              | Télescope spatial à rayons X                                                                                             |
| 11 janvier | Kuaizhou 1A           | Jiuquan                | Orbite héliosynchrone  | Tianxing-1 02                                               | Satellite étude environnement spatial                                                                                    |
| 11 janvier | Gravity-1             | Plateforme en mer      | Orbite basse           | Yunyao 1 18 à 20 et Maquette de vaisseau cargo d'OrienSpace | Vol inaugural |
| 12 janvier | H-IIA                 | Tanegashima            | Orbite basse           | IGS Optical 8                                               | Satellite de reconnaissance optique.                                                                                     |
| 14 janvier | Falcon 9 Bloc 5       | Vandenberg             | Orbite basse           | Starlink x 22 Groupe 7-10                                   | Satellites de télécommunications                                                                                         |
| 15 janvier | Falcon 9 Bloc 5       | Cape Canaveral         | Orbite basse           | Starlink x 23 Groupe 6-37                                   | Satellites de télécommunications                                                                                         |
| 17 janvier | Longue Marche 7       | Wenchang               | Orbite basse           | Tianzhou 7                                                  | Ravitaillement station spatiale chinoise                                                                                 |
| 18 janvier | Falcon 9 Bloc 5       | Centre spatial Kennedy | Orbite basse           | Axiom Space-3                                               | Mission d'astronautes payants de 15 jours                                                                                |
| 20 janvier | Qaem 100              | Shahroud               | Orbite basse           | Soraya                                                      | Micro satellite d'observation de la Terre. Premier vol réussi du lanceur (troisième tentative).                          |
| 23 janvier | Lijian-1 (Kinetica 1) | Jiuquan                | Orbite héliosynchrone  | Taijing x 5                                                 | Satellites d'observation de la Terre                                                                                     |
| 24 janvier | Falcon 9 Bloc 5       | Vandenberg             | Orbite basse           | Starlink x 22 Groupe 7-11                                   | Satellites de télécommunications                                                                                         |
| 20 janvier | Simorgh               | Shahroud               | Orbite basse           | Mahda, Hatef-1 , Keyhan-2                                   | Satellite technologique, satellites de télécommunications                                                                |
| 29 janvier | Falcon 9 Bloc 5       | Centre spatial Kennedy | Orbite basse           | Starlink x 23 Groupe 6-38                                   | Satellites de télécommunications                                                                                         |
| 29 janvier | Falcon 9 Bloc 5       | Vandenberg             | Orbite basse           | Starlink x 22 Groupe 7-12                                   | Satellites de télécommunications                                                                                         |
| 30 janvier | Falcon 9 Bloc 5       | Cape Canaveral         | Orbite basse           | Cygnus NG-20                                                | Ravitaillement de la station spatiale internationale                                                                     |
| 31 janvier | Electron              | Mahia LC-1             | Orbite héliosynchrone  | Lemur x 4                                                   | Veille spatiale |

### Février
| Date       | Lanceur                | Base de lancement        | Orbite                 | Charge utile                                                                | Notes |
| 2 février  | Longue Marche 2 C      | Xichang                  | Orbite basse           | GeeSAT-2 x 11                                                               | Satellites de navigation / télécommunications |
| 3 février  | Jielong-3              | Mer de Chine méridionale | Orbite basse           | Dongfang Huiyan-GFO1, DRO-L, Weihai-1 01 et 02, Xingshidai-18 13 , 19 et 20 | Satellites d'observation de la Terre, satellites technologiques |
| 8 février  | Falcon 9 Bloc 5        | Cape Canaveral           | Orbite héliosynchrone  | PACE                                                                        | Satellite d'observation de la Terre |
| 9 février  | Soyouz 2.1v            | Plessetsk                | Orbite héliosynchrone  | Razbeg n°2                                                                  | Satellite de reconnaissance |
| 10 février | Falcon 9 Bloc 5        | Vandenberg               | Orbite basse           | Starlink x 22 Groupe 7-13                                                   | Satellites de télécommunications |
| 14 février | Falcon 9 Bloc 5        | Cape Canaveral           | Orbite basse           | HBTSS x 2, Tracking Layer Tranche 0 x 4                                     | Détection missile |
| 15 février | Falcon 9 Bloc 5        | Cap Canaveral            | Transfert vers la Lune | IM-1 (Nova-C) Moon Mark, EagleCam, DOGE-1                                   | Mission IM-1. Premier vol de l'atterrisseur lunaire Nova-C (programme commercial CLPS Moon Mark petit astromobile éducatif, EagleCam caméra, DOGE-1 caméra (en orbite). |
| 15 février | Soyouz 2.1a            | Baïkonour                | Orbite basse           | Progress MS-26                                                              | Ravitaillement de la Station spatiale internationale |
| 15 février | Falcon 9 Bloc 5        | Vandenberg               | Orbite basse           | Starlink x 22 Groupe 7-14                                                   | Satellites de télécommunications |
| 17 février | H3-22S                 | Tanegashima              | Orbite héliosynchrone  | CE-SAT-IE, TIRSAT                                                           | Satellite d'observation de la Terre (CE-SAT-IE), internet des objets (TIRSAT).                                                                                          |
| 17 février | GSLV Mk III            | Satish Dhawan            | Orbite géostationnaire | INSAT-3DS                                                                   | Satellite météorologique |
| 18 février | Electron               | Mahia LC-1               | Orbite héliosynchrone  | ADRAS-J                                                                     | Collecte débris spatial |
| 20 février | Falcon 9 Bloc 5        | Cape Canaveral           | Orbite géostationnaire | Telkomsat HTS 113BT                                                         | Satellites de télécommunications |
| 23 février | Falcon 9 Bloc 5        | Vandenberg               | Orbite basse           | Starlink x 22 Groupe 7-15                                                   | Satellites de télécommunications |
| 23 février | Longue Marche 5        | Wenchang                 | Orbite géosynchrone    | TJS 11                                                                      | satellite d'écoute électronique |
| 25 février | Falcon 9 Bloc 5        | Cape Canaveral           | Orbite basse           | Starlink x 23 Groupe 6-39                                                   | Satellites de télécommunications |
| 29 février | Soyouz 2.1b / Fregat-M | Vostochny                | Orbite héliosynchrone  | Meteor-M n°2-4                                                              | Satellite météorologique |
| 29 février | Falcon 9 Bloc 5        | Cape Canaveral           | Orbite basse           | Starlink x 23 Groupe 6-40                                                   | Satellites de télécommunications |
| 29 février | Longue Marche 3B/E     | Xichang                  | Orbite géosynchrone    | Weixing Hulianwang Gaogui-01                                                | Satellite de télécommunications |

### Mars
| Date    | Lanceur                   | Base de lancement        | Orbite                 | Charge utile                                                            | Notes |
| 4 mars  | Falcon 9 Bloc 5           | Centre spatial Kennedy   | Orbite basse           | SpaceX Crew-8                                                           | Relève équipage de la Station spatiale internationale |
| 4 mars  | Falcon 9 Bloc 5           | Vandenberg               | Orbite héliosynchrone  | environ 50 micro- et nano-satellites de différents pays dont MethaneSAT | Mission Transporter-10 de type SmallSat Rideshare |
| 4 mars  | Falcon 9 Bloc 5           | Cape Canaveral           | Orbite basse           | Starlink x 23 Groupe 6-41                                               | Satellites de télécommunications |
| 10 mars | Falcon 9 Bloc 5           | Cape Canaveral           | Orbite basse           | Starlink x 23 Groupe 6-43                                               | Satellites de télécommunications |
| 11 mars | Falcon 9 Bloc 5           | Vandenberg               | Orbite basse           | Starlink x 23 Groupe 7-17                                               | Satellites de télécommunications |
| 13 mars | KAIROS                    | Base de lancement de Kii | Orbite basse           | Quick Response Satellite                                                | Satellite technologique. Vol inaugural du lanceur. Échec du lancement |
| 13 mars | Longue Marche 2 C / YZ-1S | Xichang                  | Orbite haute           | DRO 1 et 2                                                              | Satellite technologique. Échec partiel (mise en orbite basse) dû à une défaillance du troisième étage. Les deux satellites rejoignent toutefois leur orbite correcte par leurs propres moyens. |
| 14 mars | Starship                  | SpaceX Starbase          | Orbite basse           | Drapeau des États-Unis                                                  | Troisième vol de qualification (IFT-3) |
| 16 mars | Falcon 9 Bloc 5           | Centre spatial Kennedy   | Orbite basse           | Starlink x 23 Groupe 6-44                                               | Satellites de télécommunications |
| 19 mars | Falcon 9 Bloc 5           | Vandenberg               | Orbite basse           | Starlink x 20 Groupe 7-16, USA-350 et USA-351                           | Satellites de télécommunications, satellites militaire (USA) |
| 20 mars | Longue Marche 8           | Wenchang                 | Orbite sélénocentrique | Queqiao-2, Tiandu-1 et 2                                                | Relais de télécommunications pour les missions Chang'e 6, 7 et 8 |
| 21 mars | Longue Marche 2 D / YZ-3  | Jiuquan                  | Orbite basse           | Yunhai-2 02 × 6                                                         | Satellites météorologiques |
| 21 mars | Electron                  | MARS                     | Orbite basse           | USA-352, 353 et 353                                                     | Satellites de renseignement de la NRO. |
| 21 mars | Falcon 9 Bloc 5           | Base de Cape Canaveral   | Orbite basse           | SpaceX CRS-30                                                           | Ravitaillement de la Station spatiale internationale |
| 23 mars | Soyouz 2.1a               | Baïkonour                | Orbite basse           | Soyouz MS-25                                                            | Relève équipage de la Station spatiale internationale. |
| 24 mars | Falcon 9 Bloc 5           | Centre spatial Kennedy   | Orbite basse           | Starlink x 23 Groupe 6-42                                               | Satellites de télécommunications |
| 25 mars | Falcon 9 Bloc 5           | Cape Canaveral           | Orbite basse           | Starlink x 23 Groupe 6-46                                               | Satellites de télécommunications |
| 26 mars | Longue Marche 6           | Taïyuan                  | Orbite héliosynchrone  | Yunhai 3-02                                                             | Satellite météorologique |
| 30 mars | Falcon 9 Bloc 5           | Centre spatial Kennedy   | Orbite géostationnaire | Eutelsat 36D                                                            | Satellite de télécommunications. remplace Eutelsat 36D |
| 31 mars | Falcon 9 Bloc 5           | Cape Canaveral           | Orbite basse           | Starlink x 23 Groupe 6-45                                               | Satellites de télécommunications |
| 31 mars | Soyouz 2.1b               | Baïkonour                | Orbite héliosynchrone  | Resours-P n°4                                                           | Satellite d'observation de la Terre |

### Avril
| Date     | Lanceur                   | Base de lancement      | Orbite                 | Charge utile                                                | Notes                                                                                                   |
| 2 avril  | Falcon 9 Bloc 5           | Vandenberg             | Orbite basse           | Starlink x 22 Groupe 7-18                                   | Satellites de télécommunications                                                                        |
| 2 avril  | Longue Marche 2 D         | Xichang                | Orbite basse           | Yaogan 42-01                                                | Satellite de reconnaissance                                                                             |
| 5 avril  | Falcon 9 Bloc 5           | Cape Canaveral         | Orbite basse           | Starlink x 23 Groupe 6-47                                   | Satellites de télécommunications                                                                        |
| 7 avril  | Falcon 9 Bloc 5           | Vandenberg             | Orbite basse           | Starlink x 21 Groupe 8-1                                    | Satellites de télécommunications                                                                        |
| 7 avril  | Falcon 9 Bloc 5           | Centre spatial Kennedy | Orbite basse           | Projet 425 SAR Sat 1 Capella-4, Hawk x 6 Centauri 6 TSAT 1A | Satellites d'observation de la Terre, écoute électronique (Hawk), IoT (Centauri)                        |
| 9 avril  | Delta IV Heavy            | Cape Canaveral         | Orbite géosynchrone    | NROL-70                                                     | Satellite de reconnaissance de type Orion                                                               |
| 10 avril | Falcon 9 Bloc 5           | Cape Canaveral         | Orbite basse           | Starlink x 23 Groupe 6-48                                   | Satellites de télécommunications                                                                        |
| 11 avril | Angara A5 / Bloc DM-03    | Vostochny              | Orbite géostationnaire | Charge utile expérimentale                                  | Premier vol de la combinaison Angara A5/Bloc DM-03 (ou Orion), premier tir de l'Angara depuis Vostochny |
| 13 avril | Falcon 9 Bloc 5           | Cape Canaveral         | Orbite basse           | Starlink x 23 Groupe 6-49                                   | Satellites de télécommunications                                                                        |
| 15 avril | Longue Marche 2 D / 2DY97 | Jiuquan                | Orbite héliosynchrone  | Siwei Gaojing 3-01                                          | Satellite d'observation de la Terre                                                                     |
| 17 avril | Falcon 9 Bloc 5           | Centre spatial Kennedy | Orbite basse           | Starlink x 23 Groupe 6-51                                   | Satellites de télécommunications                                                                        |
| 18 avril | Falcon 9 Bloc 5           | Cape Canaveral         | Orbite basse           | Starlink x 23 Groupe 6-52                                   | Satellites de télécommunications                                                                        |
| 20 avril | Longue Marche 2 D Y103    | Xichang                | Orbite basse           | Yaogan 42-02                                                | Satellite de reconnaissance                                                                             |
| 23 avril | Falcon 9 Bloc 5           | Cape Canaveral         | Orbite basse           | Starlink x 23 Groupe 6-53                                   | Satellites de télécommunications                                                                        |
| 23 avril | Electron                  | Mahia LC-1             | Orbite héliosynchrone  | NeonSat-1 ACS3                                              | |
| 25 avril | Longue Marche 2F/G        | Jiuquan                | Orbite basse           | Shenzhou 18                                                 | Relève de l'équipage de la station spatiale chinoise                                                    |
| 28 avril | Falcon 9 Bloc 5           | Centre spatial Kennedy | Orbite moyenne         | Galileo FOC FM25 et FM27                                    | Satellites de navigation                                                                                |
| 28 avril | Falcon 9 Bloc 5           | Cape Canaveral         | Orbite basse           | Starlink x 23 Groupe 6-54                                   | Satellites de télécommunications                                                                        |

### Mai
| Date   | Lanceur                | Base de lancement       | Orbite                 | Charge utile                                                                     | Notes |
| 2 mai  | Falcon 9 Bloc 5        | Centre spatial Kennedy  | Orbite basse           | Worldview Legion 1 & 2                                                           | Satellites d'observation de la Terre |
| 3 mai  | Falcon 9 Bloc 5        | Cape Canaveral          | Orbite basse           | Starlink x 23 Groupe 6-55                                                        | Satellites de télécommunications |
| 3 mai  | Longue Marche 5        | Wenchang                | Transfert vers la lune | Chang'e 6                                                                        | Retour sur Terre d'échantillons lunaires de la face cachée de la Lune |
| 6 mai  | Falcon 9 Bloc 5        | Cape Canaveral          | Orbite basse           | Starlink x 23 Groupe 6-57                                                        | Satellites de télécommunications |
| 7 mai  | Longue Marche 6 C      | Taïyuan                 | Orbite héliosynchrone  | Haiwangxing 01, Zhixing-1C, Kuanfu Guangxue, Gaofen Shipin                       | Satellites d'observation de la Terre, premier vol de la variante 6C |
| 9 mai  | Longue Marche 2 C/E    | Xichang                 | Orbite moyenne         | Zhihui Tianwang 1-01A et 1-01B                                                   | Satellites de télécommunications |
| 10 mai | Falcon 9 Bloc 5        | Vandenberg              | Orbite basse           | Starlink x 20 Groupe 8-2                                                         | Satellites de télécommunications |
| 11 mai | Longue Marche 4 C      | Jiuquan                 | Héliosynchrone         | Shiyan 23                                                                        | Démonstrateur technologique |
| 13 mai | Falcon 9 Bloc 5        | Cape Canaveral          | Orbite basse           | Starlink x 23 Groupe 6-58                                                        | Satellites de télécommunications |
| 14 mai | Falcon 9 Bloc 5        | Vandenberg              | Orbite basse           | Starlink x 20 Groupe 8-7                                                         | Satellites de télécommunications |
| 16 mai | Soyouz 2.1b / Fregat-M | Plessetsk               | Orbite héliosynchrone  | Nivelir-L N°4, Rassvet-2 x 3, Zorkiy-2M-4 et -6, SITRO-AIS × 4                   | Satellite de surveillance de l'espace (Nivelir |
| 18 mai | Falcon 9 Bloc 5        | Cape Canaveral          | Orbite basse           | Starlink x 23 Groupe 6-59                                                        | Satellites de télécommunications |
| 20 mai | Longue Marche 2 D      | Taïyuan                 | Orbite héliosynchrone  | Beijing-3C                                                                       | Satellite d'observation de la Terre |
| 21 mai | Kuaizhou 11            | Jiuquan                 | Orbite héliosynchrone  | Luojia 3-02 , China Chaodigui Jishu Shiyan, China Tianyan-22 ,China Lingque-3 01 | Satellites d'observation de la Terre et de télécommunication |
| 22 mai | Falcon 9 Bloc 5        | Vandenberg              | Orbite basse           | NROL-146 x ~20                                                                   | Satellites de reconnaissance utilisant sans doute la plateforme des Starlink, premier déploiement d'un essaim de petits satellites de reconnaissance permettant une fréquence de visite élevée |
| 23 mai | Falcon 9 Bloc 5        | Cape Canaveral          | Orbite basse           | Starlink x 23 Groupe 6-62                                                        | Satellites de télécommunications |
| 25 mai | Electron KS            | Mahia LC-1              | Orbite polaire         | PREFIRE                                                                          | Satellites météorologiques , CubeSat 6U développé par le JPL pour étudier les émissions des régions polaires dans l'infrarouge lointain.                                                       |
| 27 mai | ?                      | Sohae                   | Orbite basse           | Malligyong-1-1                                                                   | Satellite de reconnaissance. Vol inaugural d'un nouveau lanceur (peut-être russe). Échec du lancement                                                                                          |
| 28 mai | Falcon 9 Bloc 5        | Cape Canaveral          | Orbite basse           | Starlink x 23 Groupe 6-60                                                        | Satellites de télécommunications |
| 28 mai | Falcon 9 Bloc 5        | Vandenberg              | Orbite héliosynchrone  | EarthCARE                                                                        | Satellite d'observation de la Terre |
| 29 mai | Ceres-1 S              | Plateforme en Mer Jaune | Orbite basse           | Tianqi 25–28                                                                     | Internet des objets |
| 30 mai | Soyouz 2.1a            | Baïkonour               | Orbite basse           | Progress MS-27                                                                   | Ravitaillement de la Station spatiale internationale |
| 30 mai | Longue Marche 3 B/E    | Xichang                 | Orbite géosynchrone    | Paksat-MM1R                                                                      | Satellite de télécommunications |
| 30 mai | Ceres-1                | Jiuquan                 | Héliosynchrone         | Jiguang Xingzuo 01 et 02, Yunyao-1 14, 1-25 et 1 26                              | Démonstrateurs technologiques, satellites météorologiques. |

### Juin
| Date    | Lanceur             | Base de lancement      | Orbite                 | Charge utile                   | Notes |
| 1 juin  | Falcon 9 Bloc 5     | Cape Canaveral         | Orbite basse           | Starlink x 23 Groupe 6-64      | Satellites de télécommunications |
| 5 juin  | Falcon 9 Bloc 5     | Cape Canaveral         | Orbite basse           | Starlink x 20 Groupe 8-5       | Satellites de télécommunications |
| 5 juin  | Electron KS         | Mahia LC-1             | Orbite polaire         | PREFIRE 2                      | Satellites météorologiques , CubeSat 6U développé par le JPL pour étudier les émissions des régions polaires dans l'infrarouge lointain.     |
| 5 juin  | Atlas V N22         | Cap Canaveral          | Orbite basse           | CST-100 Starliner CFT          | Premier vol avec équipage du vaisseau CST-100 Starliner qui sera utilisé pour la relève des équipages de la Station spatiale internationale. |
| 6 juin  | Ceres-1             | Jiuquan                | Héliosynchrone         | Eros, TEE-01B, Naxing-3A et 3B | Remorqueur spatial (Eros), satellites d'observation de la Terre                                                                              |
| 6 juin  | Starship            | SpaceX Starbase        | Vol suborbital         | Drapeau des États-Unis         | Quatrième vol de qualification (IFT-4) |
| 8 juin  | Falcon 9 Bloc 5     | Cape Canaveral         | Orbite basse           | Starlink x 23 Groupe 10-1      | Satellites de télécommunications |
| 8 juin  | Falcon 9 Bloc 5     | Vandenberg             | Orbite basse           | Starlink x 20 Groupe 8-8       | Satellites de télécommunications |
| 19 juin | Falcon 9 Bloc 5     | Vandenberg             | Orbite basse           | Starlink x 20 Groupe 9-1       | Satellites de télécommunications. Premier déploiement du groupe &                                                                            |
| 20 juin | Electron KS         | Mahia LC-1             | Orbite basse           | Kinéis x 5                     | Internet des objets. Premier déploiement de la constellation                                                                                 |
| 20 juin | Falcon 9 Bloc 5     | Cape Canaveral         | Orbite géostationnaire | Astra 1P/SES-24                | Satellite de télécommunications |
| 22 juin | Longue Marche 2 C/E | Xichang                | Orbite basse           | SVOM                           | Télescope spatial à rayons gamma/X (sursaut gamma)                                                                                           |
| 23 juin | Falcon 9 Bloc 5     | Cape Canaveral         | Orbite basse           | Starlink x 22 Groupe 10-2      | Satellites de télécommunications |
| 24 juin | Falcon 9 Bloc 5     | Vandenberg             | Orbite basse           | Starlink x 20 Groupe 9-2       | Satellites de télécommunications |
| 25 juin | Falcon Heavy        | Centre spatial Kennedy | Orbite géostationnaire | GOES-U                         | Satellite météorologique |
| 27 juin | Falcon 9 Bloc 5     | Cape Canaveral         | Orbite basse           | Starlink x 23 Groupe 10-3      | Satellites de télécommunications |
| 29 juin | Falcon 9 Bloc 5     | Vandenberg             | Orbite basse           | Starshield x < 20 (NROL-186)   | Satellites de reconnaissance |
| 29 juin | Longue Marche 7A    | Wenchang               | Orbite géostationnaire | ChinaSat 3A                    | Satellite de télécomunications |

### Juillet
| Date       | Lanceur           | Base de lancement      | Orbite                 | Charge utile                                                               | Notes |
| 1 juillet  | H-III 30          | Tanegashima            | Orbite héliosynchrone  | ALOS-4                                                                     | Satellite d'observation de la Terre |
| 3 juillet  | Falcon 9 Bloc 5   | Cape Canaveral         | Orbite basse           | Starlink x 20 Groupe 8-9                                                   | Satellites de télécommunications |
| 4 juillet  | Firefly Alpha     | Vandenberg             | Orbite basse           | [8 CubeSats                                                                | Démonstrateurs technologiques, scientifiques |
| 4 juillet  | Longue Marche 6A  | Taïyuan                | Orbite héliosynchrone  | Tianhui 5 02A et 02B                                                       | |
| 8 juillet  | Falcon 9 Bloc 5   | Cape Canaveral         | Orbite géostationnaire | Türksat 6A                                                                 | Satellite de télécommunications |
| 9 juillet  | Ariane 62         | Kourou                 | Orbite héliosynchrone  | Bikini Demo, SpaceCase SC-X01, GRBBeta, ISTSAT, 3Cat4, OOV-Cube, CuriumOne | Démonstrateurs technologiques. Vol inaugural du lanceur Ariane 6. Echec du troisième allumage du moteur Vinci du deuxième étage laissant ce dernier ainsi que deux capsules de rentrée atmosphérique bloqués sur une orbite circulaire de 580 kilomètres. |
| 10 juillet | Hyperbola-1       | Jiuquan                | Orbite héliosynchrone  | Yunyao-1 15-17                                                             | Satellite météorologique |
| 12 juillet | Falcon 9 Bloc 5   | Vandenberg             | Orbite basse           | Starlink x 20 Groupe 9-3                                                   | Satellites de télécommunications. Défaillance du moteur du deuxième étage durant sa deuxième mise à feu. Les satellites Starlink placés sur une orbite trop basse se sont désintégrés durant leur rentrée atmosphérique.                                  |
| 19 juillet | Longue Marche 4 C | Jiuquan                | Héliosynchrone         | Gaofen-11 05                                                               | Satellite d'observation de la Terre |
| 27 juillet | Falcon 9 Bloc 5   | Centre spatial Kennedy | Orbite basse           | Starlink x 23 Groupe 10-9                                                  | Satellites de télécommunications. Retour en vol du lanceur Falcon 9 après l'échec du vol du 12 juillet. |
| 28 juillet | Falcon 9 Bloc 5   | Cape Canaveral         | Orbite basse           | Starlink x 23 Groupe 10-4                                                  | Satellites de télécommunications |
| 28 juillet | Falcon 9 Bloc 5   | Vandenberg             | Orbite basse           | Starlink x 21 Groupe 9-4                                                   | Satellites de télécommunications |
| 30 juillet | Atlas V 551       | Cap Canaveral          | Orbite géostationnaire | USSF-51                                                                    | Mission militaire classifiée |

### Août
| Date    | Lanceur            | Base de lancement       | Orbite                              | Charge utile                                                                | Notes                                                                                               |
| 1 aout  | Longue Marche 3B/E | Xichang                 | Orbite de transfert géostationnaire | Weixing Hulianwang Gaogui-02                                                | Satellite de télécommunications                                                                     |
| 2 aout  | Falcon 9 Bloc 5    | Centre spatial Kennedy  | Orbite basse                        | Starlink x 23 Groupe 10-6                                                   | Satellites de télécommunications.                                                                   |
| 2 aout  | Electron KS        | Mahia LC-1              | Orbite polaire                      | StriX 4                                                                     | |
| 4 aout  | Falcon 9 Bloc 5    | Cape Canaveral          | Orbite basse                        | Cygnus NG-21                                                                | Ravitaillement de la station spatiale internationale                                                |
| 4 aout  | Falcon 9 Bloc 5    | Vandenberg              | Orbite basse                        | Starlink x 23 Groupe 11-1                                                   | Satellites de télécommunications                                                                    |
| 6 aout  | Longue Marche 6A   | Taïyuan                 | Orbite héliosynchrone               | G60 x 18                                                                    | Satellites de télécommunications. Premier déploiement de la mégaconstellation chinoise G60/Qianfan. |
| 10 aout | Falcon 9 Bloc 5    | Cape Canaveral          | Orbite basse                        | Starlink x 21 Groupe 8-3                                                    | Satellites de télécommunications                                                                    |
| 11 aout | Electron           | Mahia LC-1              | Orbite basse                        | Acadia 3                                                                    | Satellite d'observation de la Terre                                                                 |
| 12 aout | Falcon 9 Bloc 5    | Centre spatial Kennedy  | Orbite basse                        | Starlink x 23 Groupe 10-7                                                   | Satellites de télécommunications.                                                                   |
| 12 aout | Falcon 9 Bloc 5    | Vandenberg              | Orbite haute elliptique             | ASBM 1 et 2                                                                 | Satellites de télécommunications                                                                    |
| 15 aout | Soyouz 2.1a        | Baïkonour               | Orbite basse                        | Progress MS-28                                                              | Ravitaillement de la Station spatiale internationale                                                |
| 15 aout | Falcon 9 Bloc 5    | Cape Canaveral          | Orbite basse                        | WorldView Legion 3 et 4                                                     | Imagerie spatiale                                                                                   |
| 16 aout | SSLV               | Satish Dhawan           | Orbite héliosynchrone               | IITMSAT, EOS-08, ...                                                        | Satellite scientifique, démonstrateur                                                               |
| 16 aout | Falcon 9 Bloc 5    | Vandenberg              | Orbite basse                        | Environ 150 mini satellites et CubeSats de différents pays (Transporter-11) | Vol SmallSat Rideshare de SpaceX                                                                    |
| 16 aout | Longue Marche 4 B  | Xichang                 | Orbite basse                        | Yaogan 43-01 x 9                                                            | Satellite de reconnaissance. Premier lancement d'une LM-4B depuis Xichang.                          |
| 20 aout | Falcon 9 Bloc 5    | Cape Canaveral          | Orbite basse                        | Starlink x 22 Groupe 10-5                                                   | Satellites de télécommunications                                                                    |
| 22 aout | Longue Marche 7A   | Wenchang                | Orbite géostationnaire              | ChinaSat 4A                                                                 | Satellite de télécomunications                                                                      |
| 28 aout | Falcon 9 Bloc 5    | Cape Canaveral          | Orbite basse                        | Starlink x 21 Groupe 8-6                                                    | Satellites de télécommunications                                                                    |
| 29 aout | Ceres-1 S          | Plateforme en Mer Jaune | Orbite héliosynchrone               | Yunyao-1, Jitianxing A-03, China Suxing 1-01, China Tianfu Gaofen 2         | Micro satellites météorologiques, d'observation de la Terre, ...                                    |
| 31 aout | Falcon 9 Bloc 5    | Cape Canaveral          | Orbite basse                        | Starlink x 21 Groupe 8-10                                                   | Satellites de télécommunications                                                                    |
| 31 aout | Falcon 9 Bloc 5    | Vandenberg              | Orbite basse                        | Starlink x 21 Groupe 9-5                                                    | Satellites de télécommunications                                                                    |

### Septembre
| Date         | Lanceur                | Base de lancement        | Orbite                | Charge utile                                | Notes |
| 3 septembre  | Longue Marche 4 B      | Xichang                  | Orbite basse          | Yaogan 43-02 x 6                            | Satellite de reconnaissance. |
| 5 septembre  | Vega                   | Kourou                   | Orbite héliosynchrone | Sentinel-2C                                 | Satellite d'imagerie de la Terre |
| 5 septembre  | Falcon 9 Bloc 5        | Cape Canaveral           | Orbite basse          | Starlink x 21 Groupe 8-11                   | Satellites de télécommunications |
| 5 septembre  | Longue Marche 6 C      | Taïyuan                  | Orbite héliosynchrone | GeeSAT-3 × 10                               | Satellites de navigation/télécommunications. |
| 6 septembre  | Falcon 9 Bloc 5        | Vandenberg               | Orbite basse          | Starshield x < 21                           | Satellites de reconnaissance |
| 10 septembre | Falcon 9 Bloc 5        | Centre spatial Kennedy   | Orbite basse          | Polaris Dawn                                | Mission spatiale touristique visant à atteindre un record d'altitude pour un équipage en orbite autour de la Terre et une première sortie extravéhiculaire pour une mission privée |
| 11 septembre | Soyouz 2.1a            | Baïkonour                | Orbite basse          | Soyouz MS-26                                | Relève équipage de la Station spatiale internationale |
| 12 septembre | Falcon 9 Bloc 5        | Cape Canaveral           | Orbite basse          | BlueBird x 5                                | Satellites de télécommunications |
| 13 septembre | Falcon 9 Bloc 5        | Vandenberg               | Orbite basse          | Starlink x 21 Groupe 9-6                    | Satellites de télécommunications |
| 14 septembre | Qaem 100               | Shahroud                 | Orbite basse          | Chamran 1                                   | Démonstrateur technologique |
| 17 septembre | Angara A5 / Bloc DM-03 | Plessetsk                | Orbite héliosynchrone | Cosmos 2577 et 22578                        | Satellites de reconnaissance |
| 17 septembre | Falcon 9 Bloc 5        | Centre spatial Kennedy   | Orbite moyenne        | Galileo FOC FM26 et FM28                    | Satellites de navigation |
| 19 septembre | Longue Marche 3B/YZ-1  | Xichang                  | Orbite moyenne        | Beidou-3 M27 et M28                         | Satellite de navigation |
| 20 septembre | Longue Marche 2 D      | Taïyuan                  | Orbite héliosynchrone | Jilin-1 Kuanfu-02B (01-06)                  | Satellite d'observation de la Terre |
| 20 septembre | Falcon 9 Bloc 5        | Vandenberg               | Orbite basse          | Starlink x 20 Groupe 9-7                    | Satellites de télécommunications |
| 20 septembre | Electron KS            | Mahia LC-1               | Orbite basse          | Kinéis x 5                                  | Internet des objets. |
| 24 septembre | Jielong-3              | Mer de Chine méridionale | Orbite basse          | Xingshidai-15, 21 et 22, Tianyi-41, ...     | Satellites d'observation de la Terre, ... |
| 24 septembre | Lijian-1 (Kinetica 1)  | Jiuquan                  | Orbite héliosynchrone | Jilin-1, Zhongke 01 et 02, Yunyao-1 (21-22) | Satellite d'observation de la Terre, satellite météorologique, ... |
| 25 septembre | Falcon 9 Bloc 5        | Vandenberg               | Orbite basse          | Starlink x 20 Groupe 9-8                    | Satellites de télécommunications |
| 26 septembre | H-IIA                  | Tanegashima              | Orbite héliosynchrone | IGS radar 8                                 | Satellite de reconnaissance radar. |
| 27 septembre | Longue Marche 2D       | Jiuquan                  | Orbite basse          | Shijan 19                                   | Test d'une nouvelle capsule récupérable utilisée pour des expériences en micro gravité                                                                                             |
| 28 septembre | Falcon 9 Bloc 5        | Centre spatial Kennedy   | Orbite basse          | SpaceX Crew-9                               | Relève équipage de la Station spatiale internationale |

### Octobre
| Date       | Lanceur                 | Base de lancement      | Orbite                 | Charge utile                 | Notes                                                                                               |
| 4 octobre  | Vulcan                  | Cap Canaveral          | Transfert vers la Lune | Simulateur de masse          | Deuxième vol de qualification                                                                       |
| 7 octobre  | Falcon 9 Bloc 5         | Cape Canaveral         | Orbite héliocentrique  | Hera                         | Sonde spatiale étudiant l'astéroïde Dimorphos                                                       |
| 10 octobre | Longue Marche 3B/E      | Xichang                | Orbite géostationnaire | Weixing Hulianwang Gaogui-03 | Satellite de télécommunications                                                                     |
| 13 octobre | Starship                | SpaceX Starbase        | Vol suborbital         | Drapeau des États-Unis       | Cinquième vol de qualification (IFT-5), récupération réussie du premier étage                       |
| 14 octobre | Falcon Heavy            | Centre spatial Kennedy | Orbite héliocentrique  | Europa Clipper               | Sonde spatiale étudiant Europe, la lune de Jupiter                                                  |
| 15 octobre | Longue Marche 6A        | Taïyuan                | Orbite héliosynchrone  | G60 x 18                     | Satellites de télécommunications. Premier déploiement de la mégaconstellation chinoise G60/Qianfan. |
| 15 octobre | Falcon 9 Bloc 5         | Cape Canaveral         | Orbite basse           | Starlink x 23 Groupe 10-10   | Satellites de télécommunications                                                                    |
| 15 octobre | Falcon 9 Bloc 5         | Vandenberg             | Orbite basse           | Starlink x 20 Groupe 9-7     | Satellites de télécommunications                                                                    |
| 15 octobre | Longue Marche 4 C       | Jiuquan                | Héliosynchrone         | Gaofen-12 05                 | Satellite d'observation de la Terre                                                                 |
| 18 octobre | Falcon 9 Bloc 5         | Cape Canaveral         | Orbite basse           | Starlink x 20 Groupe 8-19    | Satellites de télécommunications                                                                    |
| 22 octobre | Longue Marche 6         | Taïyuan                | Orbite héliosynchrone  | Tianping 3A-01/3N-01/3B-02   | Etalonnage radar                                                                                    |
| 23 octobre | Longue Marche 2 C       | Xichang                | Orbite basse           | Yaogan 43-03A/B/C            | Satellites de reconnaisssance                                                                       |
| 23 octobre | Falcon 9 Bloc 5         | Cape Canaveral         | Orbite basse           | Starlink x 23 Groupe 6-61    | Satellites de télécommunications                                                                    |
| 24 octobre | Falcon 9 Bloc 5         | Vandenberg             | Orbite basse           | Starshield x < 20 (NROL-167) | Satellites de reconnaissance                                                                        |
| 26 octobre | Falcon 9 Bloc 5         | Cape Canaveral         | Orbite basse           | Starlink x 22 Groupe 10-8    | Satellites de télécommunications                                                                    |
| 29 actobre | Longue Marche 2F/G      | Jiuquan                | Orbite basse           | Shenzhou 18                  | Relève de l'équipage de la station spatiale chinoise                                                |
| 30 octobre | Falcon 9 Bloc 5         | Vandenberg             | Orbite basse           | Starlink x 20 Groupe 9-9     | Satellites de télécommunications                                                                    |
| 30 octobre | Falcon 9 Bloc 5         | Cape Canaveral         | Orbite basse           | Starlink x 20 Groupe 9-9     | Satellites de télécommunications. 200 ème lancement de satellites Starlink.                         |
| 31 octobre | Soyouz 2.1a / Fregat-MT | Plessetsk              | Orbite de Molnia       | Bars-M (Cosmos 2579)         | Satellite de reconnaissance                                                                         |

### Novembre
| Date        | Lanceur                | Base de lancement      | Orbite                 | Charge utile                             | Notes |
| 4 novembre  | H3-22S                 | Tanegashima            | Orbite géosynchrone    | DSN-3                                    | Satellite de télécommunications                                                                                 |
| 4 novembre  | Soyouz 2.1b / Fregat-M | Vostochny              | Transfert vers la lune | Ionosfera-M 1 et 2, Cubesats             | Une trentaine de nanosatellites presque tous russes                                                             |
| 5 novembre  | Falcon 9 Bloc 5        | Centre spatial Kennedy | Orbite basse           | SpaceX CRS-31                            | Ravitaillement de la Station spatiale internationale                                                            |
| 5 novembre  | Electron               | Mahia LC-1             | Orbite héliosynchrone  | Prorosat-1                               | Satellite de télécommunications                                                                                 |
| 7 novembre  | Falcon 9 Bloc 5        | Cape Canaveral         | Orbite basse           | Starlink x 23 Groupe 6-77                | Satellites de télécommunications                                                                                |
| 9 novembre  | Longue Marche 2 C      | Jiuquan                | Orbite héliosynchrone  | PIESAT-2A 01 et 2B 01–03                 | Satellites d'observation de la Terre                                                                            |
| 9 novembre  | Falcon 9 Bloc 5        | Vandenberg             | Orbite basse           | Starlink x 20 Groupe 9-10                | Satellites de télécommunications                                                                                |
| 23 janvier  | Lijian-1 (Kinetica 1)  | Jiuquan                | Orbite héliosynchrone  | Shiyan 26A, 26B, 26 C, Jilin-1, CubeSats | Divers satellites                                                                                               |
| 11 novembre | Falcon 9 Bloc 5        | Centre spatial Kennedy | Orbite géostationnaire | Koreasat 6A                              | Satellite de télécommunications                                                                                 |
| 11 novembre | Falcon 9 Bloc 5        | Cape Canaveral         | Orbite basse           | Starlink x 24 Groupe 6-69                | Satellites de télécommunications                                                                                |
| 13 novembre | Longue Marche 4 B      | Taiyuan                | Orbite héliosynchrone  | Haiyang-4A                               | Satellite océanographique                                                                                       |
| 14 novembre | Falcon 9 Bloc 5        | Vandenberg             | Orbite basse           | Starlink x 20 Groupe 9-11                | Satellites de télécommunications                                                                                |
| 14 novembre | Falcon 9 Bloc 5        | Cape Canaveral         | Orbite basse           | Starlink x 24 Groupe 6-68                | Satellites de télécommunications                                                                                |
| 15 novembre | Longue Marche 7        | Wenchang               | Orbite basse           | Tianzhou 8                               | Ravitaillement station spatiale chinoise                                                                        |
| 17 novembre | Falcon 9 Bloc 5        | Centre spatial Kennedy | Orbite géostationnaire | Optus-X                                  | Satellite de télécommunications                                                                                 |
| 18 novembre | Falcon 9 Bloc 5        | Vandenberg             | Orbite basse           | Starlink x 20 Groupe 9-12                | Satellites de télécommunications                                                                                |
| 18 novembre | Falcon 9 Bloc 5        | Cap Canaveral          | Orbite géostationnaire | GSAT-20                                  | Satellite de télécommunication                                                                                  |
| 17 novembre | Starship               | SpaceX Starbase        | Vol suborbital         | Drapeau des États-Unis                   | Sixième vol de qualification.                                                                                   |
| 21 novembre | Soyouz 2.1a            | Baïkonour              | Orbite basse           | Progress MS-29                           | Ravitaillement de la Station spatiale internationale                                                            |
| 21 novembre | Falcon 9 Bloc 5        | Cape Canaveral         | Orbite basse           | Starlink x 24 Groupe 6-66                | Satellites de télécommunications. 400ème lancement Falcon 9.                                                    |
| 24 novembre | Falcon 9 Bloc 5        | Vandenberg             | Orbite basse           | Starlink x 20 Groupe 9-13                | Satellites de télécommunications. Centième lancement d'une Falcon depuis Vandenberg.                            |
| 24 novembre | Longue Marche 2 C      | Jiuquan                | Orbite héliosynchrone  | Siwei Gaojing 2-03 et 2-04               | Satellites d'observation de la Terre                                                                            |
| 25 novembre | Electron KS            | Mahia LC-1             | Orbite basse           | Kinéis x 5                               | Internet des objets.                                                                                            |
| 25 novembre | Falcon 9 Bloc 5        | Cape Canaveral         | Orbite basse           | Starlink x 23 Groupe 6-65                | Satellites de télécommunications                                                                                |
| 27 novembre | Zhuque-2 E             | Jiuquan                | Orbite basse           | Guangchuan-01 et 02                      | Satellites de télécommunications. Premier vol de la version 2E                                                  |
| 27 novembre | Falcon 9 Bloc 5        | Centre spatial Kennedy | Orbite basse           | Starlink x 24 Groupe 6-76                | Satellites de télécommunications                                                                                |
| 29 novembre | Soyouz 2.1b / Fregat-M | Vostochny              | Orbite basse           | Kondor FKA n°2                           | Satellite de reconnaissance                                                                                     |
| 30 novembre | Falcon 9 Bloc 5        | Cape Canaveral         | Orbite basse           | Starlink x 24 Groupe 6-65                | Satellites de télécommunications.                                                                               |
| 30 novembre | Falcon 9 Bloc 5        | Vandenberg             | Orbite basse           | Starlink x 20 Groupe N-01, 2 Starshield  | Satellites de télécommunications.                                                                               |
| 30 novembre | Longue Marche 12       | Wenchang               | Orbite basse           | Hulianwang Jishu Shiyan 5A et JSW-03     | Satellite de télécommunications, démonstrateur technologique. Vol inaugural de ce lanceur de moyenne puissance. |

### Décembre
| Date        | Lanceur                 | Base de lancement        | Orbite                  | Charge utile                                               | Notes |
| 3 décembre  | Longue Marche 3B/E      | Xichang                  | Orbite haute elliptique | TJS-13                                                     | Satellite d'alerte avancée. 100 ème vol d'une Longue Marche 3B.                                                      |
| 4 décembre  | Kuaizhou 1A Pro         | Jiuquan                  | Orbite très basse       | AIRSAT 08                                                  | Satellite d'observation de la Terre.                                                                                 |
| 4 décembre  | Falcon 9 Bloc 5         | Cape Canaveral           | Orbite basse            | Starlink x 24 Groupe 6-70                                  | Satellites de télécommunications.                                                                                    |
| 4 décembre  | Soyouz 2.1a / Fregat-MT | Plessetsk                | Orbite basse            | Lotos 8 (Cosmos 2580)                                      | Satellite d'écoute électronique                                                                                      |
| 5 décembre  | Falcon 9 Bloc 5         | Vandenberg               | Orbite basse            | Starlink x 20 Groupe 9-14                                  | Satellites de télécommunications.                                                                                    |
| 5 décembre  | Longue Marche 6 A       | Taïyuan                  | Orbite héliosynchrone   | Qianfan x 18                                               | Méga constellation de satellites de télécommunications. 3ème lancement.                                              |
| 5 décembre  | PSLV-XL                 | Satish Dhawan            | Orbite haute            | PROBA-3                                                    | Observatoire solaire                                                                                                 |
| 5 décembre  | Falcon 9 Bloc 5         | Centre spatial Kennedy   | Orbite géostationnaire  | SXM-9                                                      | Satellite de télécommunications                                                                                      |
| 5 décembre  | Vega-C                  | Kourou                   | Orbite héliosynchrone   | Sentinel-1C                                                | Satellite d'imagerie de la Terre                                                                                     |
| 6 décembre  | Simorgh                 | Shahroud                 | Orbite basse            | Fakhr-1                                                    | satellite de télécommunications                                                                                      |
| 8 décembre  | Falcon 9 Bloc 5         | Cape Canaveral           | Orbite basse            | Starlink x 23 Groupe 12-5                                  | Satellites de télécommunications.                                                                                    |
| 12 décembre | Longue Marche 2 D / YZ3 | Jiuquan                  | Orbite héliosynchrone   | Gaosu Jiguang Zuanshi Xingzuo Shiyan Xitong x 5            | Constellation de satellites expérimentaux testant un système de liaisons intersatellites laser.                      |
| 13 décembre | Falcon 9 Bloc 5         | Vandenberg               | Orbite basse            | Starlink x 22 Groupe 11-2                                  | Satellites de télécommunications.                                                                                    |
| 16 décembre | Longue Marche 5B /YZ-2  | Wenchang                 | Orbite basse            | Guowang x 10                                               | Méga constellation satellites de télécommunications. Premier vol de la version YZ-2 du lanceur.                      |
| 16 décembre | Longue Marche 2 D       | Taïyuan                  | Orbite héliosynchrone   | PIESAT-2 09–12                                             | Satellites d'observation de la Terre. Premier vol du lanceur avec une coiffe en composite de 3,8 mètres de diamètre. |
| 17 décembre | Falcon 9 Bloc 5         | Cap Canaveral            | Orbite moyenne          | GPS III-10                                                 | Satellite de navigation                                                                                              |
| 17 décembre | Falcon 9 Bloc 5         | Cap Canaveral            | Orbite moyenne          | O3b mPOWER 7 et 8                                          | Satellites de télécommunications                                                                                     |
| 17 décembre | Falcon 9 Bloc 5         | Vandenberg               | Orbite basse            | Starshield x 20                                            | Constellation de satellites de télécommunications militaires.                                                        |
| 18 décembre | KAIROS                  | Base de lancement de Kii | Orbite basse            | TATARA-1, ...                                              | Satellites technologiques. Vol inaugural du lanceur. Échec du lancement                                              |
| 19 décembre | Ceres-1 S               | Plateforme en Mer Jaune  | Orbite basse            | Tianqi 33 à 36                                             | Internet des objets                                                                                                  |
| 20 décembre | Longue Marche 3B/E      | Xichang                  | Orbite haute elliptique | TJS-12                                                     | Satellite d'alerte avancée.                                                                                          |
| 21 décembre | Falcon 9 Bloc 5         | Vandenberg               | Orbite basse            | Projet 425 2 11 satellites, Satellites de 5 autres nations | Vol à destination d'une orbite basse inclinée de 45° (Bandwagon-2)                                                   |
| 21 décembre | Electron KS             | Mahia LC-1               | Orbite polaire          | StriX-2                                                    | |
| 23 décembre | Falcon 9 Bloc 5         | Centre spatial Kennedy   | Orbite basse            | Starlink x 21 Groupe 12-2                                  | Satellites de télécommunications                                                                                     |
| 25 décembre | Soyouz 2.1b             | Baïkonour                | Orbite héliosynchrone   | Resours-P n°5                                              | Satellite d'observation de la Terre                                                                                  |
| 27 décembre | Lijian-1 (Kinetica 1)   | Jiuquan                  | Orbite héliosynchrone   | Dier-3, 9 autres satellites, CASAA-Sat                     | Échec du lancement                                                                                                   |
| 29 décembre | Falcon 9 Bloc 5         | Cap Canaveral            | Orbite géostationnaire  | AGILA, NuView A et B, UtilitySat                           | Satellites de télécommunications géostationnaires de petite taille (MicroGEO d'Astranis)                             |
| 29 décembre | Falcon 9 Bloc 5         | Vandenberg               | Orbite basse            | Starlink x 22 Groupe 11-3                                  | Satellites de télécommunications.                                                                                    |
| 30 décembre | PSLV-CA                 | Satish Dhawan            | Orbite basse            | SPADEX                                                     | Satellite technologique                                                                                              |
| 31 décembre | Falcon 9 Bloc 5         | Centre spatial Kennedy   | Orbite basse            | Starlink x 21 Groupe 12-6                                  | Satellites de télécommunications                                                                                     |

## Synthèse des vols orbitaux

### Par pays
Nombre de lancements par pays ayant construit le lanceur. Le pays retenu n'est pas celui qui gère la base de lancement (Kourou pour certains Soyouz, Baïkonour pour Zenit), ni le pays de la société de commercialisation (Allemagne pour Rokot, ESA pour certains Soyouz) ni le pays dans lequel est implanté la base de lancement (Kazakhstan pour Baïkonour). Chaque lancement est compté une seule fois quel que soit le nombre de charges utiles emportées.
| Pays             | Lancements | Succès | Échecs | Échecs partiels | Remarques |
| ---------------- | ---------- | ------ | ------ | --------------- | --------- |
| Chine            | 68         | 65     | 2      | 1               |           |
| Corée du Nord    | 1          | 0      | 1      | 0               |           |
| Corée du Sud     | 0          | 0      | 0      | 0               |           |
| États-Unis       | 141        | 140    | 1      | 0               |           |
| Europe           | 3          | 2      | 0      | 1               |           |
| Inde             | 5          | 5      | 0      | 0               |           |
| Iran             | 4          | 4      | 0      | 0               |           |
| Japon            | 7          | 5      | 2      | 0               |           |
| Nouvelle-Zélande | 13         | 13     | 0      | 0               |           |
| Russie           | 17         | 17     | 0      | 0               |           |
| Monde            | 259        | 252    | 5      | 2               |           |

### Par lanceur
Nombre de lancements par famille de lanceur. Chaque lancement est compté une seule fois quel que soit le nombre de charges utiles emportées.
| Lanceur             | Pays             | Lancements | Succès | Échecs | Échecs partiels | Remarques                           |
| ------------------- | ---------------- | ---------- | ------ | ------ | --------------- | ----------------------------------- |
| Angara 1.2          | Russie           | 1          | 1      |        |                 |                                     |
| Angara A5           | Russie           | 1          | 1      |        |                 |                                     |
| Antares             | États-Unis       |            |        |        |                 |                                     |
| Ariane 6            | Europe           | 1          | 3      |        | 1               | Vol inaugural                       |
| Atlas V             | États-Unis       | 2          | 2      |        |                 |                                     |
| Ceres-1             | Chine            | 5          | 5      |        |                 |                                     |
| Delta IV            | États-Unis       | 1          | 1      |        |                 | Dernier lancement                   |
| Electron            | Nouvelle-Zélande | 14         | 14     |        |                 |                                     |
| Epsilon             | Japon            |            |        |        |                 |                                     |
| Falcon 9            | États-Unis       | 134        | 133    | 1      |                 |                                     |
| Falcon Heavy        | États-Unis       |            |        |        |                 |                                     |
| Firefly Alpha       | États-Unis       | 1          | 1      |        |                 |                                     |
| GSLV                | Inde             | 1          | 1      |        |                 |                                     |
| Gravity-1           | Chine            | 1          | 1      |        |                 | Vol inaugural.                      |
| H-IIA               | Japon            | 2          | 2      |        |                 |                                     |
| H3                  | Japon            | 3          | 3      |        |                 |                                     |
| Hyperbola-1         | Chine            | 1          |        | 1      |                 |                                     |
| Jielong-3           | Chine            | 2          | 2      |        |                 |                                     |
| KAIROS              | Japon            | 2          |        | 2      |                 | Vol inaugural                       |
| KSLV-2              | Corée du Sud     |            |        |        |                 |                                     |
| Lijian-1 (Kinetica) | Chine            | 4          | 3      | 1      |                 |                                     |
| Kuaizhou 1          | Chine            | 4          | 4      |        |                 |                                     |
| Kuaizhou 11         | Chine            | 1          | 1      |        |                 |                                     |
| Longue Marche 2     | Chine            | 18         | 17     |        | 1               |                                     |
| Longue Marche 3     | Chine            | 8          | 8      |        |                 |                                     |
| Longue Marche 4     | Chine            | 6          | 6      |        |                 |                                     |
| Longue Marche 5     | Chine            | 3          | 3      |        |                 |                                     |
| Longue Marche 6     | Chine            | 8          | 8      |        |                 |                                     |
| Longue Marche 7     | Chine            | 4          | 4      |        |                 |                                     |
| Longue Marche 8     | Chine            | 1          | 1      |        |                 |                                     |
| Longue Marche 11    | Chine            |            |        |        |                 |                                     |
| Longue Marche 12    | Chine            | 1          | 1      |        |                 | Vol inaugural                       |
| Minotaur I          | États-Unis       |            |        |        |                 |                                     |
| Proton              | Russie           |            |        |        |                 |                                     |
| PSLV                | Inde             | 3          | 3      |        |                 |                                     |
| Qaem 1              | Iran             | 2          | 2      |        |                 |                                     |
| Safir               | Iran             |            |        |        |                 |                                     |
| Simorgh             | Iran             | 2          | 2      |        |                 |                                     |
| SSLV                | Inde             | 1          | 1      |        |                 |                                     |
| Soyouz              | Russie           | 15         | 15     |        |                 |                                     |
| Starship            | États-Unis       | 2          | 2      |        |                 |                                     |
| ?                   | Corée du Nord    | 1          |        | 1      |                 | Nouveau lanceur à propergol solide. |
| Vega                | Europe           | 2          | 2      |        |                 |                                     |
| Vulcan              | États-Unis       | 2          | 2      |        |                 | Vol inaugural                       |
| Zhuque 2            | Chine            | 1          | 1      |        |                 |                                     |

### Par base de lancement
Nombre de lancements par base de lancement utilisée. Chaque lancement est compté une seule fois quel que soit le nombre de charges utiles emportées.
| Site                             | Pays             | Lancements | Succès | Echecs | Echecs partiels | Remarques                  |
| -------------------------------- | ---------------- | ---------- | ------ | ------ | --------------- | -------------------------- |
| Baïkonour                        | Kazakhstan       | 8          | 8      |        |                 |                            |
| Cap Canaveral                    | États-Unis       | 67         | 67     |        |                 |                            |
| Jiuquan                          | Chine            | 21         | 19     | 2      |                 |                            |
| Kennedy                          | États-Unis       | 26         | 26     |        |                 |                            |
| Base de lancement de Kii         | Japon            | 2          |        | 2      |                 | Nouvelle base de lancement |
| Kourou                           | France           | 3          | 2      |        | 1               |                            |
| Mahia                            | Nouvelle-Zélande | 13         | 13     | 0      | 0               |                            |
| MARS                             | États-Unis       | 1          | 1      | 0      | 0               |                            |
| Mer de Chine méridionale (barge) | Chine            | 3          | 3      | 0      | 0               |                            |
| Mer Jaune (barge)                | Chine            | 3          | 3      | 0      | 0               |                            |
| Plessetsk                        | Russie           | 5          | 5      |        |                 |                            |
| Satish Dhawan                    | Inde             | 5          | 5      |        |                 |                            |
| Semnan                           | Iran             | 2          | 2      | 0      | 0               |                            |
| Shahroud                         | Iran             | 2          | 2      | 0      | 0               |                            |
| Sohae                            | Corée du Nord    | 1          | 0      | 1      | 0               |                            |
| Starbase                         | États-Unis       | 2          | 2      | 0      | 0               |                            |
| Taiyuan                          | Chine            | 13         | 13     |        |                 |                            |
| Tanegashima                      | Japon            | 5          | 5      |        |                 |                            |
| Vandenberg                       | États-Unis       | 47         | 46     | 1      |                 |                            |
| Vostotchny                       | Russie           | 4          | 4      |        |                 |                            |
| Wenchang                         | Chine            | 9          | 9      |        |                 |                            |
| Xichang                          | Chine            | 19         | 18     |        | 1               |                            |

### Par type d'orbite
Ce tableau ne sera mis à jour qu'une fois l'année en cours terminée.
Nombre de lancements par type d'orbite visée. Chaque lancement est compté une seule fois quel que soit le nombre de charges utiles emportées.
| Orbite                       | Lancements | Succès | Échecs | Atteints par accident |
| ---------------------------- | ---------- | ------ | ------ | --------------------- |
| Basse (dont héliosynchrone   | 218        | 213    | 5      | 1                     |
| Moyenne                      | 7          | 7      |        |                       |
| Géosynchrone/transfert       | 25         | 25     |        |                       |
| haute/transfert vers la Lune | 6          | 5      | 1      |                       |
| Héliocentrique               | 3          | 3      |        |                       |

## Survols et contacts planétaires
| Date (U.T.C.) | Sonde spatiale        | Événement                                                               | Remarque        |
| ------------- | --------------------- | ----------------------------------------------------------------------- | --------------- |
| 19 janvier    | SLIM                  | Atterrissage à la surface de la Lune.                                   |                 |
| fin janvier   | Peregrine Mission One | Insertion en orbite lunaire.                                            | Echec           |
| 3 février     | Juno                  | 58e périgée orbite de Jupiter.                                          |                 |
| 22 février    | IM-1                  | Atterrissage à la surface de la Lune.                                   |                 |
| 24 mars       | Queqiao 2             | Insertion en orbite lunaire.                                            |                 |
| 1 juin        | Chang'e 6             | Atterrissage à la surface de la Lune.                                   |                 |
| 25 juin       | Chang'e 6             | Retour sur Terre de la capsule d'échantillons lunaires.                 |                 |
| 19-20 aout    | JUICE                 | Assistance gravitationnelle de la Terre et de la Lune.                  |                 |
| 4 septembre   | BepiColombo           | Quatrième assistance gravitationnelle de Mercure.                       |                 |
| 6 novembre    | Parker Solar Probe    | Septième assistance gravitationnelle de Vénus.                          |                 |
| 1 décembre    | BepiColombo           | Cinquième assistance gravitationnelle de Mercure.                       |                 |
| 13 décembre   | Lucy                  | Deuxième assistance gravitationnelle de la Terre.                       | Altitude 350 km |
| 24 décembre   | Parker Solar Probe    | 22ème périgée autour du Soleil. Survol avec la distance la plus faible. |                 |

## Sorties extra-véhiculaires
- 1 mars   (durée de la sortie 7h52)  : les astronautes chinois  Tang Hongbo et Jiang Xinlin à bord de la Station spatiale chinoise
- 25 avril (durée de la sortie 4h36)  : les cosmonautes russes  Oleg Kononenko et Nikolaï Tchoub à bord de la Station spatiale internationale
- 28 mai   (durée de la sortie 8h23)  : les astronautes chinois  Ye Guangfu et  Li Guangsu à bord de la Station spatiale chinoise
- 4 juin   (durée de la sortie 31 minutes)  : les astronautes américains Tracy Caldwell et Michael Barratt à bord de la Station spatiale internationale
- 3 juillet  (durée de la sortie 6h32)  : les astronautes chinois  Ye Guangfu et  Li Cong à bord de la Station spatiale chinoise
- 12 septembre : lors de la mission Polaris Dawn, deux des quatre occupants, le commandant de mission Jared Isaacman et l'ingénieure de Space X Sarah Gillis, sortent brièvement du vaisseau, réalisant ainsi la première la première sortie spatiale privée de l'histoire[24].